# Persone di nome Johann
| Questa pagina contiene informazioni ricavate automaticamente dalle voci biografiche con l'ausilio del template Bio e di un bot. L'aggiornamento è periodico e automatico e ricostruisce completamente la pagina. Se manca una persona in questa lista, sei pregato di non aggiungerla, ma accertati piuttosto che la sua voce biografica contenga il template Bio e che i dati anagrafici siano correttamente compilati. Se il template Bio manca, inseriscilo tu stesso o, in alternativa, metti l'avviso {{tmp\|Bio}} che ne segnala la mancanza. Se i dati riportati sono sbagliati, correggi direttamente la voce biografica; le modifiche saranno visibili in questa lista entro pochi giorni. Per chiarimenti vedi il progetto antroponimi. La lista contiene solo le 1.052 persone che sono citate nell'enciclopedia e per le quali è stato implementato correttamente il template Bio. Pagina aggiornata al 16 ott 2024. |

Questa è una lista di persone presenti nell'enciclopedia che hanno il prenome Johann, suddivise per attività principale.

## Abati(1)
- Johann von Staupitz, abate e teologo tedesco (Motterwitz, n. 1465 - Salisburgo, † 1524)

## Agronomi(2)
- Johann Karl Ehrenfried Kegel, agronomo e esploratore tedesco (Mansfeld, n. 1784 - Odessa, † 1863)
- Johann Rudolf Tschiffeli, agronomo svizzero (Berna, n. 1716 - † 1780)

## Alchimisti(7)
- Johann Joachim Becher, alchimista e chimico tedesco (Spira, n. 1635 - Londra, † 1682)
- Johann Konrad Dippel, alchimista tedesco (Castello di Frankenstein, n. 1673 - Castello di Wittgestein, † 1734)
- Johann Georg Faust, alchimista e astrologo tedesco (Knittlingen, n. 1480 - † 1540)
- Johann Rudolph Glauber, alchimista, farmacista e chimico tedesco (Karlstadt, n. 1604 - Amsterdam, † 1670)
- Johann Friedrich Schweitzer, alchimista e medico tedesco (Köthen, n. 1630 - L'Aia, † 1709)
- Johann Thölde, alchimista, scrittore e editore tedesco (Grebendorf, n. 1565 - † 1614)
- Johann von Laaz, alchimista boemo

## Allenatori di calcio(8)
- János Baar, allenatore di calcio e calciatore austriaco (Vienna, n. 1895)
- Fred Grim, allenatore di calcio e ex calciatore olandese (Amsterdam, n. 1965)
- Johann Kogler, allenatore di calcio e ex calciatore austriaco (Oberzeiring, n. 1968)
- Hans Krankl, allenatore di calcio, ex calciatore e cantante austriaco (Vienna, n. 1953)
- Johann Krejcirik, allenatore di calcio e ex calciatore austriaco (Laa an der Thaya, n. 1952)
- Hans Pesser, allenatore di calcio e calciatore austriaco (Vienna, n. 1911 - † 1986)
- Johann Studnicka, allenatore di calcio e calciatore austriaco (Vienna, n. 1883 - † 1967)
- Johann Vogel, allenatore di calcio e ex calciatore svizzero (Ginevra, n. 1977)

## Alpinisti(3)
- Johann Pinggera, alpinista austriaco (Solda, n. 1837 - Solda, † 1916)
- Johann Santner, alpinista austro-ungarico (Sankt Jakob in Defereggen, n. 1840 - † 1912)
- Johann Jakob Weilenmann, alpinista e scrittore svizzero (San Gallo, n. 1819 - San Gallo, † 1896)

## Ammiragli(2)
- Johann von Hinke, ammiraglio austriaco (Verona, n. 1837 - Vienna, † 1904)
- Günther Lütjens, ammiraglio tedesco (Wiesbaden, n. 1889 - Atlantico, † 1941)

## Anarchici(1)
- Rudolf Rocker, anarchico, scrittore e sindacalista tedesco (Magonza, n. 1873 - New York, † 1958)

## Anatomisti(9)
- Johann Samuel Eduard d'Alton, anatomista tedesco (Sankt Goar, n. 1803 - † 1854)
- Johann Christian August Clarus, anatomista e chirurgo tedesco (Buch am Forst, n. 1774 - Lipsia, † 1854)
- Johann Lorenz Gasser, anatomista austriaco (Vienna, n. 1723 - † 1765)
- Johann Christoph Andreas Mayer, anatomista tedesco (Greifswald, n. 1747 - Berlino, † 1801)
- Johann Friedrich Meckel, anatomista tedesco (Halle, n. 1781 - † 1833)
- Johann Friedrich Meckel il Vecchio, anatomista tedesco (Wetzlar, n. 1724 - Berlino, † 1774)
- Johann Conrad Peyer, anatomista svizzero (Sciaffusa, n. 1653 - † 1712)
- Johann Christian Rosenmüller, anatomista tedesco (Hildburghausen, n. 1771 - † 1820)
- Johann Vesling, anatomista e botanico tedesco (Minden, n. 1598 - Padova, † 1649)

## Antropologi(2)
- Johann Friedrich Blumenbach, antropologo, fisiologo e naturalista tedesco (Gotha, n. 1752 - Gottinga, † 1840)
- Alexander Ecker, antropologo e anatomista tedesco (Friburgo in Brisgovia, n. 1816 - Friburgo in Brisgovia, † 1887)

## Arabisti(1)
- Johann W. Fück, arabista e islamista tedesco (Francoforte sul Meno, n. 1894 - Halle, † 1974)

## Archeologi(3)
- Johann Friedrich Christ, archeologo e storico dell'arte tedesco (Coburgo, n. 1701 - Lipsia, † 1756)
- Johann Alexander Döderlein, archeologo, meteorologo e numismatico tedesco (Bieswang, n. 1675 - Weißenburg in Bayern, † 1745)
- Johann Georg Keyßler, archeologo e scrittore tedesco (Thurnau, n. 1693 - Gut Stintenburg, † 1743)

## Architetti(34)
- Johann Bittner, architetto austriaco (Mährisch Schönberg, n. 1852 - Graz, † 1905)
- Johann Boumann, architetto olandese (Amsterdam, n. 1706 - Berlino, † 1776)
- Johann Friedrich Braunstein, architetto tedesco (Norimberga)
- Johann Joseph Couven, architetto tedesco (Aquisgrana, n. 1701 - Aquisgrana, † 1763)
- Johann Dientzenhofer, architetto tedesco (Sankt Margrethen, n. 1663 - Bamberga, † 1726)
- Johann Carl Ludwig Engel, architetto tedesco (Charlottenburg, n. 1778 - Helsinki, † 1840)
- Johann Gottfried Fehre, architetto tedesco (Dresda, n. 1685 - Dresda, † 1753)
- Johann Bernhard Fischer von Erlach, architetto austriaco (Graz, n. 1656 - Vienna, † 1723)
- Johann Michael Fischer, architetto tedesco (Burglengenfeld, n. 1692 - Monaco di Baviera, † 1766)
- Johann Gregor Fuchs, architetto tedesco (Ortrand, n. 1650 - Lipsia, † 1715)
- Philipp Gerlach, architetto tedesco (Spandau, n. 1679 - Berlino, † 1748)
- Johann Friedrich Grael, architetto tedesco (Quilitz, n. 1708 - Bayreuth, † 1740)
- Carl Haller von Hallerstein, architetto, archeologo e storico dell'arte tedesco (Hiltpoltstein, n. 1774 - Ampelakia, † 1817)
- Johann Ferdinand Hetzendorf von Hohenberg, architetto austriaco (Josefstadt, n. 1733 - Vienna, † 1816)
- Johann Lucas von Hildebrandt, architetto austriaco (Genova, n. 1668 - Vienna, † 1745)
- Fritz Höger, architetto tedesco (Bekenreihe, n. 1877 - Bad Segeberg, † 1949)
- Johann Friedrich Karcher, architetto tedesco (Dresda, n. 1650 - Dresda, † 1726)
- Johann Gottfried Klinsky, architetto e scultore tedesco (Dresda, n. 1765 - Ulma, † 1828)
- Johann Friedrich Knöbel, architetto tedesco (Dresda, n. 1724 - Dresda, † 1792)
- Johann Christoph Knöffel, architetto tedesco (Oelsa, n. 1686 - Dresda, † 1752)
- Johann Daniel Köppel, architetto tedesco
- Friedrich Lahrs, architetto e docente tedesco (Königsberg, n. 1880 - Stoccarda, † 1964)
- João Frederico Ludovice, architetto e orafo tedesco (Hohenhart, n. 1670 - Lisbona, † 1752)
- Johann Arnold Nering, architetto tedesco (Wesel, n. 1659 - Berlino, † 1695)
- Johann Balthasar Neumann, architetto e ingegnere tedesco (Eger, n. 1687 - Würzburg, † 1753)
- Johann Jacob Pock, architetto e scultore tedesco (Costanza, n. 1604 - Vienna, † 1651)
- Johann Gottfried Quistorp, architetto e pittore tedesco (Rostock, n. 1755 - Greifswald, † 1835)
- Johann George Schmidt, architetto e ebanista tedesco (Fürstenwalde, n. 1707 - Dresda, † 1774)
- Johann Baptist Schott, architetto tedesco (Schönau, n. 1853 - Stockdorf, † 1913)
- Johann Georg Specht, architetto tedesco (Lindenberg im Allgäu, n. 1721 - † 1803)
- Johann Otto von Spreckelsen, architetto danese (Viborg, n. 1929 - Hørsholm, † 1987)
- Johann Georg Starcke, architetto tedesco (Magdeburgo - Dresda, † 1695)
- Johann Heinrich Strack, architetto tedesco (n. 1805 - † 1880)
- Johann Heinrich Bartholomäus Walther, architetto tedesco (Rostock, n. 1737 - Tartu, † 1802)

## Archivisti(2)
- Johann Gustav Gottlieb Büsching, archivista e storico tedesco (Berlino, n. 1783 - Breslavia, † 1829)
- George Adalbert von Mülverstedt, archivista, filologo e numismatico tedesco (Neufahrwasser, n. 1825 - Magdeburgo, † 1914)

## Arcivescovi cattolici(11)
- Johann Beckenschlager, arcivescovo cattolico tedesco (Breslavia, n. 1435 - Salisburgo, † 1489)
- Johann Jakob von Hauck, arcivescovo cattolico tedesco (Miltenberg, n. 1861 - Bamberga, † 1943)
- Johann Evangelist Müller, arcivescovo cattolico tedesco (Gründholm, n. 1877 - Markt Indersdorf, † 1965)
- Johann Hugo von Orsbeck, arcivescovo cattolico tedesco (Weilerswist, n. 1634 - Ehrenbreitstein, † 1711)
- Johann Friedrich Karl von Ostein, arcivescovo cattolico tedesco (Amorbach, n. 1689 - Magonza, † 1763)
- Johann Prokop von Schaffgotsch, arcivescovo cattolico boemo (Praga, n. 1748 - České Budějovice, † 1813)
- Johann Philipp von Schönborn, arcivescovo cattolico tedesco (Laubuseschbach, n. 1605 - Würzburg, † 1673)
- Johann Franz Schenk von Stauffenberg, arcivescovo cattolico tedesco (Lautlingen, n. 1658 - Meßkirch, † 1740)
- Johann Ernst von Thun und Hohenstein, arcivescovo cattolico austriaco (Graz, n. 1643 - Salisburgo, † 1709)
- Johann Philipp von Walderdorff, arcivescovo cattolico tedesco (Montabaur, n. 1701 - Treviri, † 1768)
- Johann Joseph von Breuner, arcivescovo cattolico e nobile austriaco (Vienna, n. 1641 - Praga, † 1710)

## Artigiani(6)
- Georg Elser, artigiano e antifascista tedesco (Hermaringen, n. 1903 - Dachau, † 1945)
- Johann Fritz, artigiano austriaco (Vienna, † 1834)
- Johann Georg Klinger, artigiano tedesco (n. 1764 - † 1806)
- Johann Andreas Stein, artigiano tedesco (Heidesheim am Rhein, n. 1728 - Augusta, † 1792)
- Johann Baptist Streicher, artigiano austriaco (Vienna, n. 1796 - Vienna, † 1871)
- Johann Philipp Treffler, artigiano tedesco (Augusta, n. 1625 - Augusta, † 1698)

## Assassini seriali(1)
- Jack Unterweger, serial killer austriaco (Judenburg, n. 1950 - Graz, † 1994)

## Astrofisici(1)
- Johann Karl Friedrich Zöllner, astrofisico tedesco (Berlino, n. 1834 - Lipsia, † 1882)

## Astronomi(16)
- Johann Martin Baur, astronomo tedesco (n. 1930 - Monfalcone, † 2007)
- Johann Elert Bode, astronomo tedesco (Amburgo, n. 1747 - Berlino, † 1826)
- Johann Karl Burckhardt, astronomo e matematico tedesco (Lipsia, n. 1773 - Parigi, † 1825)
- Johann Franz Encke, astronomo tedesco (Amburgo, n. 1791 - Spandau, † 1865)
- Johann Gottfried Galle, astronomo tedesco (Radis, n. 1812 - Potsdam, † 1910)
- Johann Abraham Ihle, astronomo tedesco (n. 1627 - † 1699)
- Johann Gottfried Koehler, astronomo tedesco (Gauernitz, n. 1745 - Dresda, † 1801)
- Johann von Lamont, astronomo scozzese (Corriemulzie, n. 1805 - Monaco di Baviera, † 1879)
- Johann Heinrich von Mädler, astronomo tedesco (Berlino, n. 1794 - Hannover, † 1874)
- Johann Palisa, astronomo austriaco (Opava, n. 1848 - Vienna, † 1925)
- Johann Georg Palitzsch, astronomo tedesco (Dresda, n. 1723 - Dresda, † 1788)
- Johann Georg Repsold, astronomo tedesco (Wremen, n. 1770 - Amburgo, † 1830)
- Johann Friedrich Julius Schmidt, astronomo e geofisico tedesco (Eutin, n. 1825 - Atene, † 1884)
- Johann Hieronymus Schröter, astronomo tedesco (Erfurt, n. 1745 - † 1816)
- Johann Daniel Titius, astronomo tedesco (Chojnice, n. 1729 - Wittenberg, † 1796)
- Johann Rudolf Wolf, astronomo e matematico svizzero (Fällanden, n. 1816 - † 1893)

## Attori(1)
- Johann Urb, attore e ex modello estone (Tallinn, n. 1977)

## Attori teatrali(5)
- Johann Christian Brandes, attore teatrale e commediografo tedesco (Stettino, n. 1735 - Berlino, † 1799)
- Johann Carl von Eckenberg, attore teatrale, comico e circense tedesco (Harzgerode, n. 1684 - Lussemburgo, † 1748)
- Johann Friedrich Ferdinand Fleck, attore teatrale tedesco (Breslavia, n. 1757 - Berlino, † 1801)
- Johann La Roche, attore teatrale tedesco (Bratislava, n. 1745 - Vienna, † 1806)
- Johann Nestroy, attore teatrale, commediografo e cantante lirico austriaco (Vienna, n. 1801 - Graz, † 1862)

## Aviatori(3)
- Johann Frint, aviatore austro-ungarico (Kačarevo, n. 1885 - Ora, † 1918)
- Johann Lasi, aviatore austro-ungarico (Kać, n. 1890)
- Johann Risztics, aviatore austro-ungarico (Budapest, n. 1895 - Duisburg, † 1973)

## Avvocati(4)
- Johann Dössekel, avvocato, giudice e politico svizzero (Seon, n. 1789 - Seon, † 1853)
- Matthias Hungerbühler, avvocato e politico svizzero (Wittenbach, n. 1805 - San Gallo, † 1884)
- Johann Konrad Kern, avvocato, diplomatico e politico svizzero (Berlingen, n. 1808 - Zurigo, † 1888)
- Ulrich Ochsenbein, avvocato, politico e militare svizzero (Unterlangenegg, n. 1811 - Port, † 1879)

## Banchieri(2)
- Johann Baptista Bavier, banchiere e politico svizzero (Coira, n. 1795 - Zurigo, † 1856)
- Johann Fugger il Vecchio, banchiere, mercante e nobile tedesco (Babenhausen, n. 1583 - Telfs, † 1633)

## Baritoni(1)
- Johann Michael Vogl, baritono e compositore austriaco (Steyr, n. 1768 - Vienna, † 1840)

## Bassi(1)
- Johann Ignaz Ludwig Fischer, basso tedesco (Magonza, n. 1745 - Berlino, † 1825)

## Biatleti(1)
- Johann Passler, ex biatleta italiano (Rasun-Anterselva, n. 1961)

## Bibliografi(4)
- Johann Samuel Ersch, bibliografo e bibliotecario tedesco (Głogów, n. 1766 - Halle sul Saale, † 1828)
- Johann Albert Fabricius, bibliografo e bibliotecario tedesco (Lipsia, n. 1668 - Amburgo, † 1736)
- Johann Georg Theodor Grässe, bibliografo e storico della letteratura tedesco (Grimma, n. 1814 - Niederlößnitz, † 1885)
- Johann Georg Meusel, bibliografo e lessicografo tedesco (Ebern, n. 1743 - Erlangen, † 1820)

## Bibliotecari(1)
- Johann Joachim Winckelmann, bibliotecario, storico dell'arte e archeologo tedesco (Stendal, n. 1717 - Trieste, † 1768)

## Biochimici(1)
- Johann Deisenhofer, biochimico tedesco (Zusamaltheim, n. 1943)

## Biologi(5)
- Otto Bütschli, biologo, entomologo e botanico tedesco (Francoforte sul Meno, n. 1848 - Heidelberg, † 1920)
- Johann Christian Polycarp Erxleben, biologo tedesco (n. 1744 - † 1777)
- Johann Friedrich Gmelin, biologo, botanico e entomologo tedesco (Tubinga, n. 1748 - Gottinga, † 1804)
- Johann Karl Wilhelm Illiger, biologo e zoologo tedesco (Braunschweig, n. 1775 - Berlino, † 1813)
- Johann Heinrich Friedrich Link, biologo, botanico e naturalista tedesco (Hildesheim, n. 1767 - Berlino, † 1851)

## Boia(1)
- Johann Reichhart, boia tedesco (Wörth an der Donau, n. 1893 - Dorfen, † 1972)

## Botanici(24)
- Johann Amman, botanico e medico svizzero (Sciaffusa, n. 1707 - San Pietroburgo, † 1741)
- Johann Bauhin, botanico e medico svizzero (Basilea, n. 1541 - Montbéliard, † 1613)
- Johann Otto Boeckeler, botanico e farmacista tedesco (Oldenburg, n. 1803 - Varel, † 1899)
- Johann Philipp Breyne, botanico, paleontologo e zoologo tedesco (Danzica, n. 1680 - Danzica, † 1764)
- Ernst Dieffenbach, botanico tedesco (Gießen, n. 1811 - † 1855)
- Johann Heinrich Dierbach, botanico, medico e scrittore tedesco (Heidelberg, n. 1788 - Heidelberg, † 1845)
- Johann Jacob Dillenius, botanico tedesco (Darmstadt, n. 1684 - Oxford, † 1747)
- Georg Fresenius, botanico e medico tedesco (Francoforte sul Meno, n. 1808 - Francoforte sul Meno, † 1866)
- Johann Gottlieb Gleditsch, botanico tedesco (Lipsia, n. 1714 - Berlino, † 1786)
- Johann Georg Gmelin, botanico e esploratore tedesco (Tubinga, n. 1709 - Tubinga, † 1755)
- Heinrich Göppert, botanico e paleontologo tedesco (Szprotawa, n. 1800 - Breslavia, † 1884)
- Johann Ernst Hebenstreit, botanico e naturalista tedesco (Neustadt an der Orla, n. 1703 - Lipsia, † 1757)
- Johann Hedwig, botanico tedesco (Kronstadt, n. 1730 - Lipsia, † 1799)
- Johann Centurius Hoffmannsegg, botanico, entomologo e ornitologo tedesco (Dresda, n. 1766 - Dresda, † 1849)
- Thilo Irmisch, botanico tedesco (Sondershausen, n. 1816 - Sondershausen, † 1879)
- Johann Georg Christian Lehmann, botanico tedesco (Haselau, n. 1792 - Amburgo, † 1860)
- Johann Jacob Paul Moldenhawer, botanico tedesco (Amburgo, n. 1766 - Kiel, † 1827)
- Johann Jacob Roemer, botanico e medico svizzero (Zurigo, n. 1763 - Zurigo, † 1819)
- Heinrich Schenck, botanico tedesco (Siegen, n. 1860 - Darmstadt, † 1927)
- Johann Georg Siegesbeck, botanico e medico tedesco (Magdeburgo, n. 1686 - San Pietroburgo, † 1755)
- Johann Anton Weinmann, botanico tedesco (Würzburg, n. 1782 - Pavlovsk, † 1858)
- Johann Christoph Wendland, botanico tedesco (Petit-Landau, n. 1755 - Herrenhausen, † 1838)
- Johann Michael Zeyher, botanico tedesco (Obernzenn, n. 1770 - Schwetzingen, † 1843)
- Johann Baptist Ziz, botanico tedesco (Magonza, n. 1779 - Magonza, † 1829)

## Calciatori(39)
- Johann Andres, calciatore austriaco (n. 1887 - † 1970)
- Friedrich Bollinger, calciatore svizzero (Basilea, n. 1885 - Lucerna, † 1945)
- Hans Buzek, ex calciatore austriaco (Vienna, n. 1938)
- Johann Carrasso, ex calciatore francese (Avignone, n. 1988)
- Johann Dick, calciatore austriaco (Vienna, n. 1883 - Vienna, † 1944)
- Johann Dihanich, ex calciatore austriaco (Eisenstadt, n. 1956)
- Johann Durand, ex calciatore francese (Évian-les-Bains, n. 1981)
- Johann Eigenstiller, ex calciatore austriaco (n. 1943)
- Johann Frank, calciatore austriaco (n. 1938 - † 2010)
- Johann Hoffmann, calciatore austriaco (Vienna, n. 1908 - Vienna, † 1970)
- Johann Hofstätter, calciatore austriaco (n. 1913 - † 1996)
- Johann Horvath, calciatore austriaco (n. 1903 - † 1968)
- Johann Hörmayer, ex calciatore austriaco (n. 1942)
- Johann Klima, calciatore austriaco (Vienna, n. 1900 - Vienna, † 1946)
- Johann Kraus, calciatore austriaco
- Fritz Küenzi, calciatore svizzero (Berna, n. 1909)
- Johann Lengoualama, calciatore gabonese (Moanda, n. 1992)
- Johann Lepenant, calciatore francese (Granville, n. 2002)
- Johann Lonfat, ex calciatore svizzero (Martigny, n. 1973)
- Johann Luef, calciatore austriaco (Vienna, n. 1905 - † 1945)
- Johann Ferdinand Mädler, calciatore tedesco (Stoccarda, n. 1879)
- Johann Meiringer, calciatore austriaco (Hernals, n. 1887 - Vienna, † 1961)
- Hans Mock, calciatore austriaco (Vienna, n. 1906 - † 1982)
- Johann Neumann, calciatore austriaco
- Johann Obiang, calciatore francese (Le Blanc-Mesnil, n. 1993)
- Johann Paul, calciatore francese (Issoudun, n. 1981)
- Hans Pirkner, ex calciatore austriaco (Vienna, n. 1946)
- Johann Pollatschek, calciatore austriaco
- Johann Pregesbauer, ex calciatore austriaco (n. 1955)
- Johann Ramaré, ex calciatore francese (Rennes, n. 1984)
- Johann Riegler, calciatore austriaco (n. 1929 - † 2011)
- Johann Schwarz, calciatore austriaco (Praga, n. 1891 - † 1914)
- Johann Schwarz, calciatore austriaco (n. 1890)
- Johann Smith, ex calciatore statunitense (Hartford, n. 1987)
- Johann Tandler, calciatore austriaco (n. 1901)
- Johann Urbanek, calciatore austriaco (n. 1910 - † 2000)
- Hans Walzhofer, calciatore austriaco (Harburg, n. 1906 - Kaunerberg, † 1970)
- Johann Weinberg, calciatore austriaco (Vienna, n. 1888 - Maly Trostenets, † 1942)
- Johann Zeitler, calciatore tedesco (n. 1927 - † 2018)

## Cantanti(1)
- Hansi Hinterseer, cantante, attore e ex sciatore alpino austriaco (Kitzbühel, n. 1954)

## Cardinali(7)
- Johann Gropper, cardinale tedesco (Soest, n. 1503 - Roma, † 1559)
- Johann Casimir von Häffelin, cardinale e vescovo cattolico tedesco (Minfeld, n. 1737 - Roma, † 1827)
- Johann Evangelist Haller, cardinale e arcivescovo cattolico austriaco (San Martino in Passiria, n. 1825 - Salisburgo, † 1900)
- Johann Baptist Rudolf Kutschker, cardinale e arcivescovo cattolico austriaco (Wies, n. 1810 - Vienna, † 1881)
- Johann Philipp von Lamberg, cardinale e vescovo cattolico austriaco (Vienna, n. 1652 - Ratisbona, † 1712)
- Johann Eberhard Nidhard, cardinale e arcivescovo cattolico austriaco (Castello di Falkenstein, n. 1607 - Roma, † 1681)
- Johann von Eych, cardinale e vescovo cattolico tedesco (Heldburg - Eichstätt, † 1464)

## Cartografi(2)
- Johann Christoph Müller, cartografo tedesco (Wöhrd, n. 1673 - Vienna, † 1721)
- Johann Werner, cartografo, matematico e religioso tedesco (Norimberga, n. 1468 - Norimberga, † 1522)

## Ceramisti(2)
- Johann Auffenwerth, ceramista e decoratore tedesco (Augusta - Augusta, † 1728)
- Johann Joachim Kändler, ceramista tedesco (Fischbach, n. 1706 - Meißen, † 1775)

## Chimici(15)
- Adolf von Baeyer, chimico tedesco (Berlino, n. 1835 - Starnberg, † 1917)
- Johann Benckiser, chimico tedesco (n. 1782 - † 1851)
- Johann Heinrich Biltz, chimico tedesco (Berlino, n. 1865 - Breslavia, † 1943)
- Johann Friedrich Böttger, chimico, inventore e alchimista tedesco (Kieslingswald, n. 1682 - Dresda, † 1719)
- Johann Georg Noel Dragendorff, chimico e farmacista tedesco (Rostock, n. 1836 - † 1898)
- Johann Nepomuk von Fuchs, chimico e mineralogista tedesco (Mattenzell, n. 1774 - Monaco di Baviera, † 1856)
- Johann Peter Grieß, chimico tedesco (Kirchhosbach, n. 1829 - Bournemouth, † 1888)
- Johann Friedrich August Göttling, chimico tedesco (Derenburg, n. 1753 - Jena, † 1809)
- Johann Rudolf Katz, chimico, medico e docente olandese (Amsterdam, n. 1880 - Boston, † 1938)
- Johann Heinrich Schulze, chimico tedesco (Colbitz, n. 1687 - Halle, † 1744)
- Johann Schweigger, chimico e fisico tedesco (Erlangen, n. 1779 - Halle, † 1857)
- Johann Eduard Simon, chimico e farmacista tedesco (Berlino, n. 1789 - Berlino, † 1856)
- Johann Stobbe, chimico tedesco (Tiegenhof, n. 1861 - Lipsia, † 1938)
- Ferdinand Tiemann, chimico tedesco (Elbingerode, n. 1848 - Merano, † 1899)
- Johann Wolfgang Döbereiner, chimico tedesco (Hof, n. 1780 - Jena, † 1849)

## Chirurghi(3)
- Johann Friedrich Dieffenbach, chirurgo tedesco (Königsberg, n. 1792 - Berlino, † 1847)
- Johann von Dumreicher, chirurgo austro-ungarico (Trieste, n. 1815 - Januševec, † 1880)
- Johann Nepomuk Rust, chirurgo tedesco (Jánský Vrh, n. 1775 - Ząbkowice Śląskie, † 1840)

## Chitarristi(1)
- Johann Kaspar Mertz, chitarrista e compositore slovacco (Presburgo, n. 1806 - Vienna, † 1856)

## Ciclisti su strada(2)
- Johann Tschopp, ex ciclista su strada e ciclocrossista svizzero (Miège, n. 1982)
- Johann van Zyl, ex ciclista su strada sudafricano (Città del Capo, n. 1991)

## Clavicembalisti(1)
- Johann Schobert, clavicembalista e compositore tedesco (Slesia - Parigi, † 1767)

## Condottieri(1)
- Johann Leuw, condottiero, politico e agricoltore svizzero (Stans, † 1619)

## Criminali(1)
- Johann Christian Woyzeck, criminale tedesco (Lipsia, n. 1780 - Lipsia, † 1824)

## Critici letterari(3)
- Johann Joachim Eschenburg, critico letterario e storico tedesco (Amburgo, n. 1743 - Braunschweig, † 1820)
- Johann Freinsheim, critico letterario tedesco (Ulma, n. 1608 - Heidelberg, † 1660)
- Johann Gottfried Gruber, critico letterario e enciclopedista tedesco (Naumburg, n. 1774 - Halle, † 1851)

## Diplomatici(6)
- Johan David Åkerblad, diplomatico e orientalista svedese (Stoccolma, n. 1763 - Roma, † 1819)
- Johann Rudolf von Buol-Schauenstein, diplomatico austriaco (Vienna, n. 1763 - Vienna, † 1834)
- Johann Georg von Hahn, diplomatico e filologo austriaco (Francoforte sul Meno, n. 1811 - Jena, † 1869)
- Johann Aloys Josef von Hügel, diplomatico e politico austriaco (Coblenza, n. 1753 - Hietzing, † 1825)
- Johann von Pallavicini, diplomatico e politico austro-ungarico (Padova, n. 1848 - Pusztaradvány, † 1941)
- Johann Sattler, diplomatico austriaco (n. 1969)

## Direttori d'orchestra(1)
- Fritz Scheel, direttore d'orchestra tedesco (Falkenberg, n. 1852 - Filadelfia, † 1907)

## Drammaturghi(4)
- Georg Fuchs, drammaturgo e regista teatrale tedesco (Beerfelden, n. 1868 - Monaco di Baviera, † 1949)
- Johann Gottfried Gregori, drammaturgo e religioso tedesco (Merseburg, n. 1631 - Mosca, † 1675)
- Johann Gabriel Seidl, drammaturgo austriaco (Vienna, n. 1804 - † 1875)
- Johann Gottlieb Stephanie, drammaturgo e librettista austriaco (Breslavia, n. 1741 - Vienna, † 1800)

## Economisti(4)
- Johann Heinrich Gottlob von Justi, economista tedesco (Brücken, n. 1720 - Küstrin, † 1771)
- Johann Friedrich von Pfeiffer, economista tedesco (Berlino, n. 1718 - Magonza, † 1787)
- Johann Karl Rodbertus, economista tedesco (Greifswald, n. 1805 - Jagetzow, † 1875)
- Johann Heinrich von Thünen, economista tedesco (Jever, n. 1783 - Tellow, † 1850)

## Editori(6)
- Johann Friedrich Cotta, editore e politico tedesco (Stoccarda, n. 1764 - Stoccarda, † 1832)
- Johann Froben, editore e tipografo svizzero (Hammelburg - Basilea, † 1527)
- Johann Gelle, editore e incisore tedesco (Colonia, n. 1580 - Amsterdam, † 1625)
- Johann Philipp Palm, editore tedesco (Schorndorf, n. 1768 - Braunau am Inn, † 1806)
- Justus Perthes, editore tedesco (Rudolstadt, n. 1749 - Gotha, † 1816)
- Johann Friedrich Unger, editore e tipografo tedesco (Berlino, n. 1753 - Berlino, † 1804)

## Educatori(1)
- Johann Christian Gottlieb Ackermann, educatore, chimico e medico tedesco (Zeulenroda, n. 1756 - Altdorf bei Nürnberg, † 1801)

## Egittologi(1)
- Adolf Erman, egittologo tedesco (Berlino, n. 1854 - Berlino, † 1937)

## Enciclopedisti(1)
- Johann Georg Krünitz, enciclopedista tedesco (Berlino, n. 1728 - Berlino, † 1796)

## Entomologi(12)
- Johann Dzierzon, entomologo e zoologo polacco (Łowkowice, n. 1811 - Łowkowice, † 1906)
- Johan Christian Fabricius, entomologo, botanico e medico danese (Tønder, n. 1745 - Copenaghen, † 1808)
- Johann Fischer von Waldheim, entomologo e paleontologo tedesco (Waldheim, n. 1771 - Mosca, † 1853)
- Johann August Ephraim Goeze, entomologo e zoologo tedesco (Aschersleben, n. 1731 - Quedlinburg, † 1793)
- Johann Ludwig Christian Gravenhorst, entomologo e zoologo tedesco (Braunschweig, n. 1777 - Breslavia, † 1857)
- Johann Christian Ludwig Hellwig, entomologo e autore di giochi tedesco (Garz/Rügen, n. 1743 - Braunschweig, † 1831)
- Johann Siegfried Hufnagel, entomologo tedesco (Falkenwalde, n. 1724 - Langenfeld, † 1795)
- Johann Christoph Friedrich Klug, entomologo tedesco (Berlino, n. 1775 - Berlino, † 1856)
- Johann Wilhelm Meigen, entomologo tedesco (Solingen, n. 1764 - Stolberg, † 1845)
- Johann Christian Mikan, entomologo, botanico e zoologo austriaco (Teplice, n. 1769 - Praga, † 1844)
- Johann Christian Daniel von Schreber, entomologo e naturalista tedesco (Weißensee, n. 1739 - Erlangen, † 1810)
- Johann Gottlieb Otto Tepper, entomologo tedesco (Neutomischel, n. 1841 - Norwood, † 1923)

## Esploratori(3)
- Johann Ludwig Burckhardt, esploratore svizzero (Losanna, n. 1784 - Il Cairo, † 1817)
- Johann Maria Hildebrandt, esploratore e botanico tedesco (Düsseldorf, n. 1847 - Antananarivo, † 1881)
- Johann Nepomuk Wilczek, esploratore e mecenate austro-ungarico (Vienna, n. 1837 - Vienna, † 1922)

## Etologi(1)
- Johann Matthäus Bechstein, etologo, ornitologo e botanico tedesco (Waltershausen, n. 1757 - Dreißigacker, † 1822)

## Farmacisti(3)
- Johann Erdwin Christoph Ebermaier, farmacista e medico tedesco (Melle, n. 1768 - † 1825)
- Johann Georg Albrecht Höpfner, farmacista e giornalista svizzero (n. 1759 - † 1813)
- Johann Friedrich Klotzsch, farmacista e botanico tedesco (Wittenberg, n. 1805 - Berlino, † 1860)

## Farmacologi(1)
- Johann Andreas Buchner, farmacologo tedesco (Monaco di Baviera, n. 1783 - Monaco di Baviera, † 1852)

## Filologi(23)
- Johann Christian Felix Baehr, filologo classico tedesco (Darmstadt, n. 1798 - Heidelberg, † 1872)
- Johann Georg Baiter, filologo classico svizzero (Zurigo, n. 1801 - Zurigo, † 1877)
- Johann Jakob Christian Donner, filologo classico e traduttore tedesco (Krefeld, n. 1799 - Stoccarda, † 1875)
- Ludwig Döderlein, filologo classico tedesco (Jena, n. 1791 - Erlangen, † 1863)
- Johann Georg Graeve, filologo classico olandese (Naumburg, n. 1632 - Utrecht, † 1703)
- Johann Jakob Griesbach, filologo e biblista tedesco (Butzbach, n. 1745 - Jena, † 1812)
- Johann Friedrich Gronov, filologo classico tedesco (Amburgo, n. 1611 - Leida, † 1671)
- Johann Gottfried Jakob Hermann, filologo classico e metricista tedesco (Lipsia, n. 1772 - Lipsia, † 1848)
- Heinrich Hübschmann, filologo e orientalista tedesco (Erfurt, n. 1848 - Friburgo in Brisgovia, † 1908)
- Johann Arnold Kanne, filologo e linguista tedesco (Detmold, n. 1773 - Erlangen, † 1824)
- Adolf Kirchhoff, filologo classico e epigrafista tedesco (Berlino, n. 1826 - † 1908)
- Johann Kirchmann, filologo, storico e pedagogo tedesco (Lubecca, n. 1575 - Lubecca, † 1643)
- Johann Heinrich Justus Köppen, filologo tedesco (Hannover, n. 1755 - † 1791)
- Johann Kaspar Friedrich Manso, filologo, insegnante e storico tedesco (Zella-Mehlis, n. 1760 - Breslavia, † 1826)
- Augustus Meineke, filologo classico tedesco (Soest, n. 1790 - Berlino, † 1870)
- Johann Karl Simon Morgenstern, filologo classico tedesco (Magdeburgo, n. 1770 - Tartu, † 1852)
- Johann August Nauck, filologo classico tedesco (Auerstedt, n. 1822 - San Pietroburgo, † 1892)
- Johann Jakob Reiske, filologo classico, orientalista e numismatico tedesco (Zoerbig, n. 1716 - † 1774)
- Otto Ribbeck, filologo classico e latinista tedesco (Erfurt, n. 1827 - Lipsia, † 1898)
- Johann Gottlob Schneider, filologo classico e naturalista tedesco (n. 1750 - † 1822)
- Johann Heinrich Christian Schubart, filologo classico e bibliotecario tedesco (Marburgo, n. 1800 - Kassel, † 1885)
- Johann von Gott Fröhlich, filologo classico e educatore tedesco (Bissingen, n. 1780 - Monaco di Baviera, † 1849)
- Johann Caspar von Orelli, filologo classico svizzero (Zurigo, n. 1787 - Zurigo, † 1849)

## Filosofi(20)
- Johann Heinrich Abicht, filosofo tedesco|Immagine=J.H. Abicht.jpg (LuogoNascitaLink = Rudolstadt, n. 1762 - Vilnius, † 1816)
- Johann Adam Bergk, filosofo tedesco (Hainichen bei Zeitz, n. 1769 - Lipsia, † 1834)
- Johann Eduard Erdmann, filosofo tedesco (Wolmar, n. 1805 - Halle sul Saale, † 1892)
- Johann Georg Heinrich Feder, filosofo tedesco (Schornweisach, n. 1740 - Hannover, † 1821)
- Johann Gottlieb Fichte, filosofo tedesco (Rammenau, n. 1762 - Berlino, † 1814)
- Johann Friedrich Flatt, filosofo e teologo tedesco (Tubinga, n. 1759 - Tubinga, † 1821)
- Johann Thomas Freig, filosofo tedesco (Friburgo in Brisgovia, n. 1543 - Basilea, † 1583)
- Johann Nicolaus Frobes, filosofo e matematico tedesco (Goslar, n. 1701 - Helmstedt, † 1756)
- Johann Georg Gichtel, filosofo, teologo e mistico tedesco (Ratisbona, n. 1638 - Amsterdam, † 1710)
- Johann Gottfried Hasse, filosofo e teologo tedesco (Weimar, n. 1759 - Königsberg, † 1806)
- Johann Georg Hamann, filosofo prussiano (Königsberg, n. 1730 - Münster, † 1788)
- Johann Friedrich Herbart, filosofo e pedagogista tedesco (Oldenburg, n. 1776 - Gottinga, † 1841)
- Johann Gottfried Herder, filosofo, teologo e letterato tedesco (Mohrungen, n. 1744 - Weimar, † 1803)
- Johann Heinrich Lambert, filosofo, matematico e fisico svizzero (Mulhouse, n. 1728 - Berlino, † 1777)
- Johann Karl Friedrich Rosenkranz, filosofo tedesco (Magdeburgo, n. 1805 - Königsberg, † 1879)
- Johann Georg Sulzer, filosofo svizzero (Winterthur, n. 1720 - Berlino, † 1779)
- Johann Jakob Wagner, filosofo tedesco (Ulma, n. 1775 - Nuova Ulma, † 1841)
- Johann Adam Weishaupt, filosofo tedesco (Ingolstadt, n. 1748 - Gotha, † 1830)
- Johann Amadeus Wendt, filosofo, compositore e teorico della musica tedesco (n. 1783 - † 1836)
- Johann Georg Ritter von Zimmermann, filosofo, naturalista e medico svizzero (Brugg, n. 1728 - Hannover, † 1795)

## Fisici(11)
- Johann Gottlieb Friedrich von Bohnenberger, fisico e matematico tedesco (n. 1765 - † 1831)
- Johann Friedrich von Eschscholtz, fisico, botanico e zoologo tedesco (Dorpat, n. 1793 - Mosca, † 1831)
- Heinrich Geissler, fisico tedesco (Igelshieb, n. 1814 - Jena, † 1879)
- Johann Wilhelm Hittorf, fisico tedesco (Bonn, n. 1824 - Münster, † 1914)
- Johann Samuel König, fisico tedesco (Büdingen, n. 1712 - Zuilenstein, † 1757)
- Johann Philipp Neumann, fisico, bibliotecario e poeta austriaco (Třebíč, n. 1774 - Vienna, † 1849)
- Johann Jacob Friedrich Wilhelm Parrot, fisico, naturalista e alpinista tedesco (Karlsruhe, n. 1791 - Dorpat, † 1841)
- Johann Christian Poggendorff, fisico tedesco (Amburgo, n. 1796 - Berlino, † 1877)
- Johann Wilhelm Ritter, fisico e chimico tedesco (Samitz, n. 1776 - Monaco di Baviera, † 1810)
- Johann Christoph Sturm, fisico tedesco (Hilpoltstein, n. 1635 - Altdorf bei Nürnberg, † 1703)
- Emil Wiechert, fisico tedesco (Tilsit, n. 1861 - Gottinga, † 1928)

## Fisiologi(3)
- Johann Nepomuk Czermak, fisiologo austriaco (Praga, n. 1828 - Lipsia, † 1873)
- Johann Lukas Schönlein, fisiologo tedesco (Bamberga, n. 1793 - † 1864)
- Johann Bernhard Wilbrand, fisiologo e naturalista tedesco (Herzebrock-Clarholz, n. 1779 - Gießen, † 1846)

## Flautisti(1)
- Johann George Tromlitz, flautista e compositore tedesco (Reinsdorf, n. 1725 - Lipsia, † 1805)

## Fondisti(1)
- Johann Mühlegg, ex fondista tedesco (Marktoberdorf, n. 1970)

## Funzionari(1)
- Johann Emanuel Joseph von Khevenhüller-Metsch, funzionario austriaco (n. 1751 - Milano, † 1847)

## Generali(36)
- Johann von Aldringen, generale (Thionville, n. 1588 - Landshut, † 1634)
- Johann Jacob Baeyer, generale e geodeta prussiano (Müggelheim, n. 1794 - Berlino, † 1885)
- Hans Baur, generale tedesco (Ampfing, n. 1897 - Herrsching, † 1993)
- Johann Peter Beaulieu, generale austriaco (Jodoigne, n. 1725 - Linz, † 1819)
- Johann Michael von Benckendorff, generale russo (Reval, n. 1720 - Riga, † 1775)
- Johann Gabriel Chasteler de Courcelles, generale austriaco (Mons, n. 1763 - Venezia, † 1825)
- Johann von Dumoulin, generale austriaco (Praga, n. 1830 - † 1887)
- Johann Friedländer, generale austriaco (Berna, n. 1882 - Pszczyna, † 1945)
- Johann Maria Philipp Frimont, generale, politico e nobile austriaco (Finstingen, n. 1759 - Vienna, † 1831)
- Johann Philipp Harrach, generale e diplomatico austriaco (Vienna, n. 1678 - Vienna, † 1764)
- Johann von Hiller, generale austriaco (Brody, n. 1754 - Leopoli, † 1819)
- Johann Ernst Hoyos, generale austriaco (Horn, n. 1779 - Horn, † 1849)
- Johann Karl von Huyn, generale austriaco (Szigetvár, n. 1812 - Gmunden, † 1889)
- Johann von Klenau, generale austriaco (Benátky nad Jizerou, n. 1758 - Brno, † 1819)
- Johann Kollowrat, generale austriaco (Praga, n. 1748 - Praga, † 1816)
- Wilhelm von Krauseneck, generale prussiano (Bayreuth, n. 1774 - † 1850)
- Johann Ludwig Alexander von Laudon, generale russo (Riga, n. 1767 - Hadersdorf, † 1822)
- Johann Georg Christian von Lobkowitz, generale austriaco (n. 1686 - Vienna, † 1755)
- Johann Friedrich Adolf von der Marwitz, generale prussiano (Friedersdorf, n. 1723 - Berlino, † 1781)
- Ivan Ivanovič Michel'son, generale russo (Reval, n. 1740 - Bucarest, † 1807)
- Johann Friedrich von Mohr, generale austriaco (Semplin, n. 1765 - Venezia, † 1847)
- Johann Karl von Mutius, generale prussiano (Börnchen, n. 1758 - Börnchen, † 1816)
- Johann Jakob Pistor, generale tedesco
- Hanns Albin Rauter, generale austriaco (Klagenfurt am Wörthersee, n. 1895 - L'Aia, † 1949)
- Johann von Ravenstein, generale tedesco (Strehlen, n. 1889 - Duisburg, † 1962)
- Otto August Rühle von Lilienstern, generale prussiano (Berlino, n. 1780 - Salisburgo, † 1847)
- Johann Franz von Schaffgotsch, generale austriaco (Brno, n. 1792 - Brno, † 1866)
- Hans Schlemmer, generale tedesco (Nesselwang, n. 1893 - Bad Kreuznach, † 1973)
- Johann von Thielmann, generale prussiano (Dresda, n. 1765 - Coblenza, † 1824)
- Johann Tserclaes, conte di Tilly, generale tedesco (Nivelles, n. 1559 - Ingolstadt, † 1632)
- Johann Peter Theodor von Wacquant-Geozelles, generale, diplomatico e nobile austriaco (Brieg, n. 1754 - Vienna, † 1844)
- Johann von Werth, generale tedesco (Büttgen, n. 1595 - Benátky nad Jizerou, † 1652)
- Ludwig Yorck von Wartenburg, generale prussiano (Potsdam, n. 1759 - Klein-Öls, † 1830)
- Johann von Zwehl, generale tedesco (Osterode am Harz, n. 1851 - Osterode am Harz, † 1926)
- Johann de Boer, generale tedesco (Altona, n. 1897 - Amburgo, † 1986)
- Johann von Hlavaty, generale e ingegnere austriaco (Brandýs nad Labem, n. 1788 - Vienna, † 1870)

## Geodeti(1)
- Johann Heinrich Louis Krüger, geodeta e matematico tedesco (Elze, n. 1857 - Hannover, † 1923)

## Geografi(5)
- Johann Ernst Fabri, geografo, statistico e storico tedesco (Oels, n. 1755 - Erlangen, † 1825)
- Johann Jakob Früh, geografo svizzero (Märwil, n. 1852 - Zurigo, † 1938)
- Johann Gottlieb Georgi, geografo e chimico tedesco (n. 1729 - † 1802)
- Johann Hübner, geografo, storico e insegnante tedesco (Bogatynia, n. 1668 - Amburgo, † 1731)
- Johann Sölch, geografo austriaco (Penzing, n. 1883 - Kitzbühel, † 1951)

## Geologi(3)
- Julius von Haast, geologo tedesco (Bonn, n. 1822 - Christchurch, † 1887)
- Johann Carl Wilhelm Voigt, geologo tedesco (n. 1752 - † 1821)
- Johann August Georg Edmund Mojsisovics von Mojsvar, geologo e paleontologo austriaco (Vienna, n. 1839 - Mallnitz, † 1907)

## Gesuiti(5)
- Johann Philipp Bettendorff, gesuita, missionario e pittore lussemburghese (Lintgen, n. 1625 - Belém, † 1698)
- Johann Baptist Cysat, gesuita, astronomo e matematico svizzero (Lucerna, n. 1587 - † 1657)
- Michael Denis, gesuita, bibliografo e entomologo austriaco (Schärding, n. 1729 - Vienna, † 1800)
- Johann Adam Schall von Bell, gesuita tedesco (Colonia, n. 1591 - Pechino, † 1666)
- Johann Schreck, gesuita, naturalista e astronomo tedesco (Bingen, n. 1576 - Pechino, † 1630)

## Ginecologi(3)
- Johann Friedrich Ahlfeld, ginecologo tedesco (Alsleben, n. 1843 - Marburgo, † 1929)
- Johann Baptist Chiari, ginecologo austriaco (Salisburgo, n. 1817 - Vienna, † 1854)
- Johann Veit, ginecologo tedesco (Berlino, n. 1852 - Wernigerode, † 1917)

## Giornalisti(1)
- Johann Voldemar Jannsen, giornalista e poeta estone (Vana-Vändra, n. 1819 - Tartu, † 1890)

## Giuristi(27)
- Johann Oldendorp, giurista e giudice tedesco (Amburgo, n. 1486 - Marburgo, † 1567)
- Johann Friedrich Karl von Alvensleben, giurista tedesco (Magdeburgo, n. 1714 - Ham Common, † 1795)
- Johann Apel, giurista e umanista tedesco (Norimberga, n. 1486 - Norimberga, † 1536)
- Johann August Bach, giurista, storico e filologo tedesco (Hohendorf, n. 1721 - Lipsia, † 1758)
- Johann Jakob Bachofen, giurista, storico e antropologo svizzero (Basilea, n. 1815 - Basilea, † 1887)
- Johann Bayer, giurista e astronomo tedesco (n. 1572 - † 1625)
- Johann Caspar Bluntschli, giurista e politico svizzero (Zurigo, n. 1808 - Karlsruhe, † 1881)
- Johann Ulrich von Cramer, giurista e filosofo tedesco (Ulma, n. 1706 - Wetzlar, † 1772)
- Johannes Ferrarius, giurista, teologo e filosofo tedesco (Amöneburg - Marburgo, † 1558)
- Julius von Ficker, giurista, storico e diplomatista tedesco (Paderborn, n. 1826 - Innsbruck, † 1902)
- Johann Caspar Goethe, giurista e scrittore tedesco (Francoforte sul Meno, n. 1710 - Francoforte sul Meno, † 1782)
- Johannes Goddaeus, giurista tedesco (Schwerte, n. 1555 - Marburgo, † 1632)
- Johann Georg Gödelmann, giurista, diplomatico e scrittore tedesco (Tuttlingen, n. 1559 - Dresda, † 1611)
- Johann Friedrich Ludwig Göschen, giurista tedesco (Königsberg, n. 1778 - Gottinga, † 1837)
- Johann Gottlieb Heineccius, giurista tedesco (Eisenberg, n. 1681 - Halle, † 1741)
- Johann Nikolaus Hert, giurista tedesco (Niederkleen, n. 1651 - Gießen, † 1710)
- Johann Adolph Krohn, giurista e politico tedesco (Lubecca, n. 1674 - Lubecca, † 1750)
- Johann Marquart, giurista tedesco (Lubecca, n. 1610 - Lubecca, † 1668)
- Johann Conrad Meyer, giurista e politico svizzero (Sciaffusa, n. 1544 - Maienfeld, † 1604)
- Johann Jakob Moser, giurista tedesco (Stoccarda, n. 1701 - † 1785)
- Johann Joachim Schöpffer, giurista tedesco (Quedlinburg, n. 1661 - Allstedt, † 1719)
- John Stallo, giurista, filosofo e ambasciatore tedesco (Sierhausen, n. 1823 - Firenze, † 1900)
- Otto Stobbe, giurista tedesco (Königsberg, n. 1831 - Lipsia, † 1887)
- Johann Wolfgang Textor, giurista tedesco (Neuenstein, n. 1638 - Francoforte sul Meno, † 1701)
- Johann Angelius von Werdenhagen, giurista e filosofo tedesco (Helmstadt, n. 1581 - Ratzeburg, † 1652)
- Johann Heinrich Friedrich Karl Witte, giurista, filologo e filosofo tedesco (Lochau, n. 1800 - Halle, † 1883)
- Julius Wilhelm Planck, giurista tedesco (Gottinga, n. 1817 - Monaco di Baviera, † 1900)

## Glottoteti(1)
- Johann Martin Schleyer, glottoteta e presbitero tedesco (Oberlauda, n. 1831 - Costanza, † 1912)

## Grecisti(1)
- Wilhelm Pape, grecista, lessicografo e filologo tedesco (Berlino, n. 1807 - Berlino, † 1854)

## Hockeisti su ghiaccio(3)
- Hans Cattini, hockeista su ghiaccio e allenatore di hockey su ghiaccio svizzero (Grono, n. 1914 - Losanna, † 1987)
- Johan Markusson, ex hockeista su ghiaccio svedese (Gävle, n. 1979)
- Johann Morant, ex hockeista su ghiaccio francese (Belfort, n. 1986)

## Imprenditori(10)
- Johann Georg Anderegg, imprenditore e politico svizzero (Winterthur, n. 1792 - Wattwil, † 1856)
- Johann Baring, imprenditore tedesco (Brema, n. 1697 - † 1748)
- Johann Georg Euler, imprenditore, politico e mecenate svizzero (Basilea, n. 1815 - Lutzenberg, † 1894)
- Lothar von Faber, imprenditore tedesco (Unterspitzgarten, n. 1817 - Stein, † 1896)
- Johann Georg Halske, imprenditore tedesco (Amburgo, n. 1814 - Berlino, † 1890)
- Johann Rudolf Meyer, imprenditore svizzero (Aarau, n. 1739 - Aarau, † 1813)
- Johann Georg Nef, imprenditore e politico svizzero (Herisau, n. 1809 - Herisau, † 1887)
- Johann Weitzer, imprenditore austriaco (Friedberg, n. 1832 - Graz, † 1902)
- Roberto Züst, imprenditore svizzero (n. 1872 - † 1945)
- Roberto Züst, imprenditore svizzero (n. 1843 - † 1897)

## Incisori(4)
- Johann Jacob Haid, incisore tedesco (n. 1704 - Augusta, † 1767)
- Johann Baptist Klauber, incisore tedesco (Augusta, n. 1712 - † 1787)
- Johann Elias Ridinger, incisore, pittore e editore tedesco (Ulma, n. 1698 - Augusta, † 1767)
- Johann Georg Wille, incisore tedesco (Gießen, n. 1715 - Parigi, † 1808)

## Ingegneri(6)
- Johann Brotan, ingegnere meccanico austriaco (Klatovy, n. 1843 - Vienna, † 1918)
- Johann Coaz, ingegnere, topografo e alpinista svizzero (Anversa, n. 1822 - Coira, † 1918)
- Johann Helfrich von Müller, ingegnere tedesco (Kleve, n. 1746 - Darmstadt, † 1830)
- Johann Nikuradse, ingegnere e fisico georgiano (Samtredia, n. 1894 - † 1979)
- Johann Puch, ingegnere e imprenditore austriaco (Juršinci, n. 1862 - Zagabria, † 1914)
- Johann Christoph von Naumann, ingegnere, architetto e militare tedesco (Dresda, n. 1644 - Dresda, † 1742)

## Insegnanti(2)
- Johann Gottfried Neumeister, insegnante e organista tedesco (Ebersdorf, n. 1757 - Homburg vor der Höhe, † 1840)
- Bernhard Thiersch, docente prussiano (Kirchscheidungen, n. 1793 - Bonn, † 1855)

## Inventori(6)
- Johann Ernst Elias Bessler, inventore tedesco (n. 1680 - Fürstenberg, † 1745)
- Johann Nikolaus von Dreyse, inventore e ingegnere tedesco (Sömmerda, n. 1787 - Sömmerda, † 1867)
- Johann Nepomuk Mälzel, inventore, ingegnere e showman tedesco (Ratisbona, n. 1772 - La Guaira, † 1838)
- Johann Jacob Schweppe, inventore e imprenditore tedesco (Witzenhausen, n. 1740 - Ginevra, † 1821)
- Johann Zacherl, inventore e imprenditore austriaco (Monaco di Baviera, n. 1814 - Vienna, † 1888)
- Johann Zahn, inventore e religioso tedesco (Karlstadt, n. 1641 - † 1707)

## Letterati(2)
- Johann Jakob Breitinger, letterato svizzero (Zurigo, n. 1701 - Zurigo, † 1776)
- Johann Heinrich Füssli, letterato e pittore svizzero (Zurigo, n. 1741 - Putney Hill, † 1825)

## Linguisti(3)
- Johann Christoph Adelung, linguista tedesco (Spantekow, n. 1732 - Dresda, † 1806)
- August Leskien, linguista e filologo tedesco (Kiel, n. 1840 - Lipsia, † 1916)
- Johann Andreas Schmeller, linguista tedesco (Tirschenreuth, n. 1785 - Monaco di Baviera, † 1852)

## Liutisti(1)
- Johann Anton Logy, liutista e compositore ceco (Schloss Stecken, n. 1650 - Praga, † 1721)

## Magistrati(1)
- Johann Georg Böschenstein, giudice e politico svizzero (Stein am Rhein, n. 1804 - Stein am Rhein, † 1885)

## Matematici(19)
- Johann Jakob Balmer, matematico, insegnante e docente svizzero (Lausen, n. 1825 - Basilea, † 1898)
- Johann Bernoulli, matematico svizzero (Basilea, n. 1667 - Basilea, † 1748)
- Johann III Bernoulli, matematico svizzero (Basilea, n. 1744 - Berlino, † 1807)
- Johann II Bernoulli, matematico svizzero (Basilea, n. 1710 - Basilea, † 1790)
- Zacharias Dase, matematico tedesco (Amburgo, n. 1824 - Amburgo, † 1861)
- Peter Gustav Lejeune Dirichlet, matematico tedesco (Düren, n. 1805 - Gottinga, † 1859)
- Johann Gabriel Doppelmayer, matematico, astronomo e cartografo tedesco (Norimberga, n. 1677 - Norimberga, † 1750)
- Carl Friedrich Gauss, matematico, astronomo e fisico tedesco (Braunschweig, n. 1777 - Gottinga, † 1855)
- Johann Matthias Hase, matematico e cartografo tedesco (Augusta, n. 1684 - Wittenberg, † 1742)
- Johann Christoph Heilbronner, matematico e teologo tedesco (n. 1706 - † 1745)
- Johann Lantz, matematico e gesuita tedesco (Tettnang, n. 1564 - Monaco di Baviera, † 1638)
- Johann Benedict Listing, matematico e fisico tedesco (Francoforte sul Meno, n. 1808 - Gottinga, † 1882)
- Johann Friedrich Pfaff, matematico tedesco (Stoccarda, n. 1765 - Halle, † 1825)
- Johann Radon, matematico austriaco (Tetschen, n. 1887 - Vienna, † 1956)
- Johann Richter, matematico e astronomo tedesco (Boemia, n. 1537 - † 1616)
- Johann von Soldner, matematico, fisico e astronomo tedesco (Feuchtwangen, n. 1776 - Monaco di Baviera, † 1833)
- Johann Peter Süssmilch, matematico e statistico tedesco (Zehlendorf, n. 1707 - Berlino, † 1767)
- Johann Georg Tralles, matematico e fisico tedesco (Amburgo, n. 1763 - Londra, † 1822)
- Johann Friedrich Weidler, matematico e fisico tedesco (Großneuhausen, n. 1691 - Wittenberg, † 1755)

## Medaglisti(1)
- Lorenz Natter, medaglista tedesco (Biberach, n. 1705 - San Pietroburgo, † 1763)

## Medici(34)
- Johann Abraham Albers, medico tedesco (Brema, n. 1772 - Brema, † 1821)
- Johann Christian Albers, medico e zoologo tedesco (Brema, n. 1795 - Stoccarda, † 1857)
- Johann Konrad Ammann, medico svizzero (Sciaffusa, n. 1669 - Warmond, † 1724)
- Johann Heinrich Ferdinand von Autenrieth, medico tedesco (Stoccarda, n. 1772 - Tubinga, † 1835)
- Johann Beringer, medico tedesco (Würzburg, n. 1667 - Würzburg, † 1738)
- Johann Jakob Bernhardi, medico e botanico tedesco (Erfurt, n. 1774 - Erfurt, † 1850)
- Johann Hartmann Beyer, medico e matematico tedesco (Francoforte sul Meno, n. 1563 - Francoforte sul Meno, † 1625)
- Johann Christoph Bohl, medico tedesco (Königsberg, n. 1703 - † 1785)
- Johann Friedrich Cartheuser, medico e naturalista tedesco (Hayn, n. 1704 - Francoforte sull'Oder, † 1777)
- Johann Ludwig Choulant, medico tedesco (Dresda, n. 1791 - † 1861)
- Johann Benjamin Erhard, medico, filosofo e scrittore tedesco (Norimberga, n. 1766 - Berlino, † 1827)
- Johann Peter Frank, medico e igienista tedesco (Rodalben, n. 1745 - Vienna, † 1821)
- Johann Jacob Guggenbühl, medico svizzero (Meilen, n. 1816 - Montreux, † 1863)
- Johann Jakob Hartenkeil, medico e chirurgo tedesco (Magonza, n. 1761 - Salisburgo, † 1808)
- Johann Heinrich Heim, medico e politico svizzero (Gais, n. 1802 - Gais, † 1876)
- Johann Christian August Heinroth, medico tedesco (Lipsia, n. 1773 - Lipsia, † 1843)
- Johann Jakob Heller, medico e politico svizzero (Tann, n. 1807 - Lucerna, † 1876)
- Johann Gerhard Koenig, medico e botanico tedesco (n. 1728 - † 1785)
- Johann Lahodny, medico, ginecologo e scienziato austriaco
- Johann Gottlob Leidenfrost, medico, teologo e fisico tedesco (Rosperwenda, n. 1715 - Duisburg, † 1794)
- Johann Gottfried Leonhardi, medico e chimico tedesco (Lipsia, n. 1746 - Dresda, † 1823)
- Johannes Nathanael Lieberkühn, medico tedesco (Berlino, n. 1711 - Berlino, † 1756)
- August Lucae, medico tedesco (n. 1835 - Berlino, † 1911)
- Johann Chrysostom Magnenus, medico e filosofo francese (Luxeuil-les-Bains)
- Johann Albert von Regel, medico, botanico e archeologo svizzero (Zurigo, n. 1845 - Odessa, † 1908)
- Johann Ritter von Oppolzer, medico austriaco (Nové Hrady, n. 1808 - Vienna, † 1871)
- Johann Georg Roederer, medico e anatomista tedesco (Strasburgo, n. 1726 - Parigi, † 1763)
- Johann Adam Schmidt, medico e oculista austriaco (Aub, n. 1759 - Vienna, † 1809)
- Johann Gaspar Spurzheim, medico tedesco (Longwich, n. 1776 - Boston, † 1832)
- Johann Friedrich Struensee, medico e politico tedesco (Halle, n. 1737 - Copenaghen, † 1772)
- Johann Julius Walbaum, medico, naturalista e zoologo tedesco (Wolfenbüttel, n. 1724 - Lubecca, † 1799)
- Johann Wier, medico olandese (Grave, n. 1515 - Tecklenburg, † 1588)
- Johann Georg Wirsung, medico, anatomista e chirurgo tedesco (Augusta, n. 1589 - Padova, † 1643)
- Johann Gottfried Zinn, medico, anatomista e botanico tedesco (Ansbach, n. 1727 - Gottinga, † 1759)

## Micologi(1)
- Johann Nepomuk Schnabl, micologo tedesco (Moosburg an der Isar, n. 1853 - Monaco di Baviera, † 1899)

## Militari(20)
- Johann von Appel, militare e politico austriaco (Bosnia, n. 1826 - Vienna, † 1906)
- Johann Nepomuk Berger della Pleisse, militare austriaco (Mattersburg, n. 1768 - Ödenburg, † 1864)
- Johann Bordolo von Boreo, militare austriaco (Wieliczka, n. 1792 - Sibiu, † 1857)
- Jean-Chrétien Fischer, militare tedesco (Stoccarda, n. 1713 - Kassel, † 1762)
- Johann Hieronymus von Jungen, militare e generale austriaco (Francoforte sul Meno, n. 1660 - Bruxelles, † 1732)
- Johann Viktor Kirsch, militare tedesco (Marpingen, n. 1891 - Landsberg am Lech, † 1946)
- Johann Paul Kremer, militare e criminale di guerra tedesco (Stellberg, n. 1883 - Münster, † 1965)
- Johann von Leers, militare, politico e esoterista tedesco (Karbow-Vietlübbe, n. 1902 - Il Cairo, † 1965)
- Johann Kaspar Mayr von Baldegg, ufficiale svizzero (Lucerna, n. 1652 - Roma, † 1704)
- Johann Niemann, militare tedesco (Völlen, n. 1913 - Sobibór, † 1943)
- Johann Rudolf Pfyffer von Altishofen, ufficiale svizzero (Lucerna, n. 1615 - Roma, † 1657)
- Johann Konrad Pfyffer von Altishofen, ufficiale svizzero (Lucerna - Roma, † 1727)
- Johann Rall, militare tedesco (Assia, n. 1726 - Trenton, † 1776)
- Johann Jakob Scherer, ufficiale e imprenditore svizzero (Schönenberg, n. 1825 - Winterthur, † 1878)
- Johann Schiltberger, militare, esploratore e scrittore tedesco (Lohhof, n. 1380)
- Johann Matthias von der Schulenburg, militare, mecenate e collezionista d'arte tedesco (Emden di Magdeburgo, n. 1661 - Verona, † 1747)
- Johann Schwarzhuber, militare tedesco (Tutzing, n. 1904 - Hameln, † 1947)
- Johann Kaspar von Stadion, militare (Belfort, n. 1567 - Ammern, † 1641)
- Johann Jacob von Wallhausen, militare e storico tedesco (Wallhausen, n. 1580 - Vienna, † 1627)
- Johann Joseph Wilczek, militare austriaco (Gross-Petrowitz, n. 1738 - Vienna, † 1819)

## Mineralogisti(5)
- Johann Friedrich August Breithaupt, mineralogista tedesco (Probstzella, n. 1791 - Freiberg, † 1873)
- Johann Jacob Ferber, mineralogista svedese (Karlskrona, n. 1743 - Berna, † 1790)
- Johann Carl Gehler, mineralogista e anatomista tedesco (Görlitz, n. 1732 - † 1796)
- Johann Friedrich Ludwig Hausmann, mineralogista tedesco (Hannover, n. 1782 - Gottinga, † 1859)
- Johann Heinrich Kopp, mineralogista e medico tedesco (Hanau, n. 1777 - Hanau, † 1858)

## Missionari(1)
- Johann Ludwig Krapf, missionario tedesco (Derendingen, n. 1810 - Korntal-Münchingen, † 1881)

## Mistici(1)
- Johann Christoph von Wöllner, mistico, presbitero e politico tedesco (Premnitz, n. 1732 - Groß Rietz, † 1800)

## Monaci cristiani(2)
- Valentin Rathgeber, monaco cristiano, compositore e organista tedesco (Oberelsbach, n. 1682 - Abbazia di Banz, † 1750)
- Euloge Schneider, monaco cristiano francese (Wipfeld, n. 1756 - Parigi, † 1794)

## Musicisti(14)
- Johann Leopold Abel, musicista tedesco (Ludwigslust, n. 1795 - Charlton, † 1871)
- Johann Georg Ahle, musicista tedesco (Mühlhausen, n. 1651 - Mühlhausen, † 1706)
- Johann Ambrosius Bach, musicista tedesco (Erfurt, n. 1645 - Eisenach, † 1695)
- Johann Ludwig Bach, musicista, violinista e compositore tedesco (Thal, n. 1677 - Meiningen, † 1731)
- Johann Michael Bach, musicista tedesco (Arnstadt, n. 1648 - Gehren, † 1694)
- Johann Ernst Bach, musicista tedesco (Eisenach, n. 1722 - † 1777)
- Johann Jacob Bach, musicista e compositore tedesco (Eisenach, n. 1682 - Stoccolma, † 1722)
- Johann Christoph Bach, musicista tedesco (Erfurt, n. 1645 - Arnstadt, † 1693)
- Giovanni Girolamo Kapsberger, musicista e compositore italiano (Venezia - Roma, † 1651)
- Johann Kuhnau, musicista e compositore tedesco (Geising, n. 1660 - Lipsia, † 1722)
- Johann Pachelbel, musicista, compositore e organista tedesco (Norimberga, n. 1653 - Norimberga, † 1706)
- Johann Abraham Peter Schultz, musicista e compositore tedesco (Luneburgo, n. 1747 - Schwedt/Oder, † 1800)
- Johann Sebastiani, musicista e compositore tedesco (Weimar, n. 1622 - Königsberg, † 1683)
- Johann Friedrich Armand von Uffenbach, musicista tedesco (Francoforte sul Meno, n. 1687 - Francoforte sul Meno, † 1769)

## Musicologi(1)
- Johann Nikolaus Forkel, musicologo e organista tedesco (Meeder, n. 1749 - Gottinga, † 1818)

## Naturalisti(12)
- Johann Friedrich von Brandt, naturalista tedesco (Jüterbog, n. 1802 - Hungerburg, † 1879)
- Robert Caspary, naturalista e zoologo tedesco (Königsberg, n. 1818 - Flatow, † 1887)
- Johann Ludwig Christ, naturalista e entomologo tedesco (Öhringen, n. 1739 - Kronberg im Taunus, † 1813)
- Georg Forster, naturalista, etnologo e giornalista tedesco (Nassenhuben, n. 1754 - Parigi, † 1794)
- Johann Anton Güldenstädt, naturalista e esploratore lettone (Riga, n. 1745 - † 1781)
- Johann Friedrich Wilhelm Herbst, naturalista e entomologo tedesco (Petershagen, n. 1743 - Berlino, † 1807)
- Johann Jakob Kaup, naturalista tedesco (Darmstadt, n. 1803 - Darmstadt, † 1873)
- Johann Philipp Achilles Leisler, naturalista tedesco (n. 1771 - † 1813)
- Johann Natterer, naturalista e esploratore austriaco (Laxenburg, n. 1787 - Vienna, † 1843)
- Johann Jakob Scheuchzer, naturalista e medico svizzero (Zurigo, n. 1672 - Zurigo, † 1733)
- Johann Christian Senckenberg, naturalista e medico tedesco (Francoforte sul Meno, n. 1707 - Francoforte sul Meno, † 1772)
- Johann Jakob von Tschudi, naturalista e esploratore svizzero (Glarona, n. 1818 - Lichtenegg, † 1889)

## Nobili(16)
- Johann von Waldburg-Sonnenberg, nobile tedesco (n. 1470 - † 1510)
- Johann Rudolph Czernin von und zu Chudenitz, nobile, politico e mecenate boemo (Vienna, n. 1757 - Vienna, † 1845)
- Johann Joseph von Khevenhüller-Metsch, nobile, politico e diplomatico austriaco (Vienna, n. 1706 - Vienna, † 1776)
- Johann Sigismund Friedrich von Khevenhüller-Metsch, nobile e diplomatico austriaco (Vienna, n. 1732 - Klagenfurt, † 1801)
- Johann Maximilian von Lamberg, nobile, diplomatico e politico austriaco (Brno, n. 1608 - Vienna, † 1682)
- Johann Adolf von Metsch, nobile e politico austriaco (Polenzko, n. 1672 - Vienna, † 1740)
- Johann Ferdinand von Porcia, nobile e politico austriaco (Venezia, n. 1605 - Vienna, † 1665)
- Giovanni Adolfo I di Schwarzenberg, nobile (Wermelskirchen, n. 1615 - Laxenburg, † 1683)
- Johann Wilhelm Edmund von Sinzendorf-Neuburg, nobile e politico austriaco (Vienna, n. 1697 - Vienna, † 1766)
- Georg Adam von Starhemberg, nobile e diplomatico austriaco (Londra, n. 1724 - Vienna, † 1807)
- Johann Peter Cajus zu Stolberg-Stolberg, nobile e politico tedesco (Eutin, n. 1797 - Brauna, † 1874)
- Johann von Tiefen, nobile († 1497)
- Johann Leopold von Trautson, nobile e politico austriaco (Vienna, n. 1659 - Sankt Pölten, † 1724)
- Johann Wilhelm von Fürstenberg, nobile tedesco (Neheim-Hüsten, n. 1500 - Jaroslavl', † 1568)
- Johann Schweikhard von Kronberg, nobile e arcivescovo cattolico tedesco (Magonza, n. 1553 - Aschaffenburg, † 1626)
- Johann von der Leiter, nobile tedesco (Ingolstadt, † 1547)

## Oculisti(2)
- Johann Friedrich Horner, oculista svizzero (Zurigo, n. 1831 - Zurigo, † 1886)
- Johann Christian Jüngken, oculista tedesco (Burg, n. 1794 - Hannover, † 1875)

## Orafi(2)
- Johann Melchior Dinglinger, orafo tedesco (Biberach an der Riß, n. 1664 - Dresda, † 1731)
- Johann Christian Neuber, orafo e museologo tedesco (Neuhausen/Erzgebirge, n. 1736 - Eibenstock, † 1808)

## Organari(5)
- Johann Heinrich Hulenkampf, organaro tedesco (Amburgo - Portogallo)
- Johann Balthasar Müller, organaro svizzero (Rapperswil)
- Gottfried Silbermann, organaro tedesco (Kleinbobritzsch, n. 1683 - Dresda, † 1753)
- Johann Andreas Silbermann, organaro tedesco (Strasburgo, n. 1712 - Strasburgo, † 1783)
- Johann Conrad Werle, organaro austriaco (Vils, n. 1701 - Roma, † 1777)

## Organisti(9)
- Johann Gottfried Bernhard Bach, organista tedesco (Weimar, n. 1715 - Jena, † 1739)
- Johann Christoph Bach, organista e compositore tedesco (Eisenach, n. 1671 - Ohrdruf, † 1721)
- Johann Nicolaus Bach, organista e compositore tedesco (Eisenach, n. 1669 - Jena, † 1753)
- Johann Aegidius Bach, organista, violinista e direttore d'orchestra tedesco (Erfurt, n. 1645 - Erfurt, † 1716)
- Johann Lorenz Bach, organista e compositore tedesco (Schweinfurt, n. 1695 - Itzgrund, † 1773)
- Johann Adam Reincken, organista e compositore tedesco (Deventer, n. 1643 - Amburgo, † 1722)
- Johann Staden, organista e compositore tedesco (Norimberga, n. 1581 - Norimberga, † 1634)
- Johann Ulrich Steigleder, organista e compositore tedesco (Schwäbisch Hall, n. 1593 - Stoccarda, † 1635)
- Johann Vexo, organista e compositore francese (Nancy, n. 1978)

## Orientalisti(2)
- Johann Gildemeister, orientalista tedesco (Kröpelin, n. 1812 - Bonn, † 1890)
- Johann Gottfried Ludwig Kosegarten, orientalista tedesco (Altenkirchen, n. 1792 - Greifswald, † 1860)

## Ornitologi(1)
- Johann Friedrich Naumann, ornitologo e incisore tedesco (Köthen, n. 1780 - Prosigk, † 1857)

## Ottici(2)
- Johann Jakob Bausch, ottico e imprenditore tedesco (Süßen, n. 1830 - Rochester, † 1926)
- Johann Wiesel, ottico tedesco (n. 1583 - † 1662)

## Paleontologi(1)
- Johann Andreas Wagner, paleontologo, zoologo e archeologo tedesco (Norimberga, n. 1797 - Monaco di Baviera, † 1861)

## Pallamanisti(1)
- Johann Tauscher, pallamanista austriaco (Vienna, n. 1909 - † 1979)

## Pallanuotisti(2)
- Johann Blank, pallanuotista tedesco (Norimberga, n. 1904 - Ansbach, † 1983)
- Johann Liebenberger, pallanuotista austriaco (n. 1930 - † 2002)

## Pastori protestanti(1)
- Johann Reinhold Forster, pastore protestante e naturalista tedesco (Dirschau, n. 1729 - Halle an der Saale, † 1798)

## Patologi(1)
- Johann Paul Uhle, patologo e medico tedesco (Nossen, n. 1827 - Jena, † 1861)

## Pattinatori di velocità su ghiaccio(1)
- Johann Olav Koss, ex pattinatore di velocità su ghiaccio norvegese (Drammen, n. 1968)

## Pedagogisti(2)
- Johann Bernhard Basedow, pedagogista, teologo e saggista tedesco (Amburgo, n. 1724 - Magdeburgo, † 1790)
- Johann Heinrich Pestalozzi, pedagogista e filosofo svizzero (Zurigo, n. 1746 - Brugg, † 1827)

## Pianisti(6)
- Johann Ludwig Adam, pianista e compositore francese (Muttersholtz, n. 1758 - Parigi, † 1848)
- Johann Friedrich Franz Burgmüller, pianista e compositore tedesco (Ratisbona, n. 1806 - Parigi, † 1874)
- Johann Baptist Cramer, pianista, compositore e editore inglese (Mannheim, n. 1771 - Londra, † 1858)
- Johann Gottfried Eckard, pianista e compositore tedesco (Augusta, n. 1735 - Parigi, † 1809)
- Johann Peter Pixis, pianista e compositore tedesco (n. 1788 - † 1874)
- Friedrich Wieck, pianista e insegnante tedesco (Pretzsch, n. 1785 - Loschwitz, † 1873)

## Piloti di rally(1)
- Peter Reif, pilota di rally austriaco (n. 1953)

## Piloti motociclistici(1)
- Johann Zarco, pilota motociclistico francese (Cannes, n. 1990)

## Poeti(18)
- Johann Georg Fischer, poeta e drammaturgo tedesco (Süßen, n. 1816 - Stoccarda, † 1897)
- Johann Wilhelm Ludwig Gleim, poeta tedesco (Ermsleben, n. 1719 - Halberstadt, † 1803)
- Johann Nikolaus Götz, poeta tedesco (Worms, n. 1721 - Winterburg, † 1781)
- Johann Christian Günther, poeta tedesco (Striegau, n. 1695 - Jena, † 1723)
- Johann Friedrich Hahn, poeta tedesco (Gießen, n. 1753 - Zweibrücken, † 1779)
- Friedrich Hölderlin, poeta tedesco (Lauffen am Neckar, n. 1770 - Tubinga, † 1843)
- Johann Georg Jacobi, poeta tedesco (Düsseldorf, n. 1740 - Friburgo, † 1814)
- Gottfried Kinkel, poeta, storico e rivoluzionario tedesco (Oberkassel, n. 1815 - Zurigo, † 1882)
- Johann Mayrhofer, poeta e librettista austriaco (Steyr, n. 1787 - Vienna, † 1836)
- Wilhelm Müller, poeta tedesco (Dessau, n. 1794 - Dessau, † 1827)
- Friedrich Schiller, poeta, filosofo e drammaturgo tedesco (Marbach am Neckar, n. 1759 - Weimar, † 1805)
- Ludwig Tieck, poeta, scrittore e critico letterario tedesco (Berlino, n. 1773 - Berlino, † 1853)
- Ludwig Uhland, poeta tedesco (Tubinga, n. 1787 - Tubinga, † 1862)
- Johann Peter Uz, poeta tedesco (Ansbach, n. 1720 - Ansbach, † 1796)
- Johann Heinrich Voss, poeta e traduttore tedesco (Sommersdorf, n. 1751 - Heidelberg, † 1826)
- Johann Karl Wezel, poeta e filosofo tedesco (Sondershausen, n. 1747 - Sondershausen, † 1819)
- Johann Rist, poeta e drammaturgo tedesco (Ottensen, n. 1607 - Wedel, † 1667)
- Johann Gaudenz von Salis-Seewis, poeta, scrittore e librettista svizzero (Malans, n. 1762 - Malans, † 1834)

## Politici(32)
- Johann Friedrich II von Alvensleben, politico e diplomatico tedesco (Halle, n. 1657 - Hannover, † 1728)
- Friedrich Ancillon, politico prussiano (n. 1767 - † 1837)
- Hans Berger, politico italiano (Selva dei Molini, n. 1947)
- Johann Hartwig Ernst von Bernstorff, politico tedesco (Hannover, n. 1712 - Amburgo, † 1772)
- Johann Peter Bruggisser, politico, giudice e imprenditore svizzero (Wohlen, n. 1806 - Wohlen, † 1870)
- Johann Ludwig Josef von Cobenzl, politico e diplomatico austriaco (Bruxelles, n. 1753 - Vienna, † 1809)
- Hans Ehard, politico tedesco (Bamberga, n. 1887 - Monaco di Baviera, † 1980)
- Alfred Escher, politico e dirigente d'azienda svizzero (Zurigo, n. 1819 - Zurigo, † 1882)
- Johann Baptist Gradl, politico tedesco (Berlino, n. 1904 - Berlino, † 1988)
- Johann Ulrich Hanauer, politico e insegnante svizzero (Baden, n. 1807 - Baden, † 1871)
- Johann Philipp von Hattorf, politico tedesco (n. 1682 - † 1737)
- Johann Nepomuk Hautle, politico e agricoltore svizzero (Appenzello, n. 1792 - Appenzello, † 1860)
- Johann Jacoby, politico tedesco (Königsberg, n. 1805 - Königsberg, † 1877)
- Johann Karall, politico, cestista e allenatore di pallacanestro austriaco (Großwarasdorf, n. 1934 - † 2008)
- Johann Georg von Königsfeld, politico austriaco (Zaitzkofen, n. 1679 - Monaco di Baviera, † 1750)
- Johann Lussi, politico e condottiero svizzero (Stans, † 1633)
- Johann Jakob Nef, politico, imprenditore e militare svizzero (Stein, n. 1784 - Herisau, † 1855)
- Johann Nepomuk von Pelkhoven, politico tedesco (Straubing, n. 1763 - Teising, † 1830)
- Johann Bernhard von Rechberg und Rothenlöwen, politico tedesco (Monaco di Baviera, n. 1806 - Vienna, † 1899)
- Johann Paul Saxl, politico italiano (Vipiteno, n. 1920 - Vipiteno, † 2008)
- Karl Schenk, politico svizzero (Berna, n. 1823 - Berna, † 1895)
- Johann Schneider-Ammann, politico svizzero (Sumiswald, n. 1952)
- Johann Schober, politico austriaco (Perg, n. 1874 - Baden, † 1932)
- Lutz Graf Schwerin von Krosigk, politico tedesco (Rathmannsdorf, n. 1887 - Essen, † 1977)
- Johann Baptist Spaur, politico e diplomatico austriaco (Vienna, n. 1777 - Vienna, † 1852)
- Johann Philipp Karl Joseph von Stadion, politico austriaco (Magonza, n. 1763 - Baden, † 1824)
- Johann Jakob Sutter, politico svizzero (Bühler, n. 1812 - Bühler, † 1865)
- Johann Jakob Trog, politico svizzero (Olten, n. 1807 - Basilea, † 1867)
- Johann Waser, politico e condottiero svizzero (Stans, † 1610)
- Johann von Wessenberg-Ampringen, politico tedesco (Dresda, n. 1773 - Friburgo in Brisgovia, † 1858)
- Johann Weynand, politico belga (Nidrum, n. 1923 - Nidrum, † 1993)
- Johann Heinrich David Zschokke, politico, scrittore e storico svizzero (Magdeburgo, n. 1771 - Aarau, † 1848)

## Poliziotti(2)
- Johann Rattenhuber, poliziotto tedesco (Monaco di Baviera, n. 1897 - Monaco di Baviera, † 1957)
- Johann Waldbach, poliziotto tedesco orientale (Reinschdorf, n. 1920 - Magdeburgo, † 1953)

## Predicatori(1)
- Abraham a Sancta Clara, predicatore e scrittore austriaco (Kreenheinstetten, n. 1644 - Vienna, † 1709)

## Presbiteri(7)
- Johann Auer, presbitero e teologo tedesco (Ratisbona, n. 1910 - Ratisbona, † 1989)
- Johann Hieronymus Chemnitz, presbitero e naturalista tedesco (Magdeburgo, n. 1730 - Copenaghen, † 1800)
- Ignaz von Döllinger, presbitero, teologo e storico tedesco (Bamberga, n. 1799 - Monaco di Baviera, † 1890)
- Johann Geiler von Kaysersberg, presbitero e predicatore svizzero (Sciaffusa, n. 1445 - Strasburgo, † 1510)
- Johann Baptist Jordan, presbitero tedesco (Gurtweil, n. 1848 - Tafers, † 1918)
- Johann Leisentrit, presbitero tedesco (Olmütz, n. 1527 - Bautzen, † 1586)
- Johann August von Starck, presbitero, teologo e saggista tedesco (Schwerin, n. 1741 - Darmstadt, † 1816)

## Principi(1)
- Johann Caspar von Ampringen, principe (n. 1619 - Breslavia, † 1684)

## Progettisti(1)
- Johann Lemmerz, progettista e imprenditore tedesco (Königswinter, n. 1878 - Königswinter, † 1952)

## Psichiatri(4)
- Johann Baptist Friedreich, psichiatra e medico tedesco (Würzburg, n. 1796 - Würzburg, † 1862)
- Johann Gottfried Langermann, psichiatra tedesco (Dresda, n. 1768 - Berlino, † 1832)
- Johann Christian Reil, psichiatra, anatomista e fisiologo tedesco (Rhauderfehn, n. 1759 - † 1813)
- Bernhard von Gudden, psichiatra tedesco (Kleve, n. 1824 - Berg, † 1886)

## Pugili(2)
- Johann Orsolics, ex pugile austriaco (Vienna, n. 1947)
- Johann Trollmann, pugile tedesco (Wilsche, n. 1907 - Wittenberge, † 1944)

## Registi(1)
- Johann Schwarzer, regista, fotografo e produttore cinematografico austriaco (Javorník, n. 1880 - Virbalis, † 1914)

## Religiosi(4)
- Bernard Altum, religioso e zoologo tedesco (Münster, n. 1824 - Eberswalde, † 1900)
- Johann Jacob Brucker, religioso, storico e filosofo tedesco (Augusta, n. 1696 - Augusta, † 1770)
- Johannes Romberch, religioso e scrittore tedesco
- Johann Tetzel, religioso tedesco (Pirna, n. 1465 - Lipsia, † 1519)

## Rugbisti a 15(1)
- Joe van Niekerk, ex rugbista a 15 sudafricano (Port Elizabeth, n. 1980)

## Saltatori con gli sci(2)
- Johann André Forfang, saltatore con gli sci norvegese (Tromsø, n. 1995)
- Hans Millonig, ex saltatore con gli sci austriaco (Villaco, n. 1952)

## Scacchisti(3)
- Johann Berger, scacchista, compositore di scacchi e editore austriaco (Graz, n. 1845 - Graz, † 1933)
- Hans Kmoch, scacchista austriaco (Vienna, n. 1894 - New York, † 1973)
- Johann Löwenthal, scacchista britannico (Budapest, n. 1810 - St. Leonards-on-Sea, † 1876)

## Sciatori alpini(3)
- Hans Grugger, ex sciatore alpino austriaco (Schwarzach im Pongau, n. 1981)
- Johann Hofer, ex sciatore alpino austriaco (n. 1967)
- Hans Kniewasser, sciatore alpino austriaco (Hinterstoder, n. 1951 - Wels, † 2012)

## Scienziati(3)
- Johann Beckmann, scienziato e docente tedesco (Hoya, n. 1739 - Gottinga, † 1811)
- Johann Weichart Valvasor, scienziato e scrittore austriaco (Lubiana, n. 1641 - Krško, † 1693)
- Johann Philipp Reis, scienziato e inventore tedesco (Gelnhausen, n. 1834 - Friedrichsdorf, † 1874)

## Scrittori(34)
- Johann Philipp Abelin, scrittore tedesco (Strasburgo)
- Johann Georg Albini, scrittore tedesco (Nessa, n. 1624 - Naumburg, † 1679)
- Johann Wilhelm Archenholz, scrittore prussiano (Langfuhr, n. 1741 - Öjendorf, † 1813)
- Johann Jakob Bodmer, scrittore svizzero (Greifensee, n. 1698 - Schönenberg, † 1783)
- Johann Gottfried Ebel, scrittore e geologo svizzero (Sulechów, n. 1764 - Zurigo, † 1830)
- Johann Jakob Engel, scrittore tedesco (Parchim, n. 1741 - Parchim, † 1802)
- Johann Fischart, scrittore tedesco (Strasburgo, n. 1546 - Forbach, † 1589)
- Johann Franck, scrittore tedesco (Guben, n. 1618 - Guben, † 1677)
- Johann Wolfgang von Goethe, scrittore, poeta e drammaturgo tedesco (Francoforte sul Meno, n. 1749 - Weimar, † 1832)
- Johann Joseph von Görres, scrittore, storico e pubblicista tedesco (Coblenza, n. 1776 - Monaco di Baviera, † 1848)
- Johann Christoph Gottsched, scrittore e critico letterario tedesco (Königsberg, n. 1700 - Lipsia, † 1766)
- Jacques Hannak, scrittore e giornalista austriaco (Vienna, n. 1892 - Vienna, † 1973)
- Johann Peter Hebel, scrittore e poeta tedesco (Basilea, n. 1760 - Schwetzingen, † 1826)
- Johann Timotheus Hermes, scrittore tedesco (Petznik, n. 1738 - Breslavia, † 1821)
- Johann Christian Krüger, scrittore tedesco (Berlino, n. 1723 - Amburgo, † 1750)
- Johann Kaspar Lavater, scrittore, filosofo e teologo svizzero (Zurigo, n. 1741 - Zurigo, † 1801)
- Johann Anton Leisewitz, scrittore tedesco (Hannover, n. 1752 - Braunschweig, † 1806)
- Johann Heinrich Merck, scrittore e letterato tedesco (Darmstadt, n. 1741 - Darmstadt, † 1791)
- Johann Martin Miller, scrittore tedesco (Jungingen, n. 1750 - Ulma, † 1814)
- Johann Michael Moscherosch, scrittore tedesco (Willstätt, n. 1601 - Worms, † 1669)
- Johann Karl August Musäus, scrittore tedesco (Jena, n. 1735 - Weimar, † 1787)
- Jean Paul, scrittore e pedagogista tedesco (Wunsiedel, n. 1763 - Bayreuth, † 1825)
- Johann Pezzl, scrittore tedesco (Mallersdorf, n. 1756 - Vienna, † 1823)
- Johann Friedrich Rochlitz, scrittore e critico musicale tedesco (Lipsia, n. 1769 - † 1842)
- Johann Friedrich Schink, scrittore tedesco (Magdeburgo, n. 1755 - Żagań, † 1835)
- Johann Elias Schlegel, scrittore e drammaturgo tedesco (Meißen, n. 1719 - Sorø, † 1749)
- Johann Georg Schlosser, scrittore tedesco (Francoforte sul Meno, n. 1739 - Francoforte sul Meno, † 1799)
- Johann Gottfried Schnabel, scrittore tedesco (Sandersdorf, n. 1692)
- Johann Gottfried Seume, scrittore tedesco (Poserna, n. 1763 - Teplice, † 1810)
- Johann Jacob Volkmann, scrittore tedesco (Amburgo, n. 1732 - † 1803)
- Beda Weber, scrittore tedesco (Lienz, n. 1798 - Francoforte sul Meno, † 1858)
- Johann David Wyss, scrittore e pastore protestante svizzero (Berna, n. 1743 - Berna, † 1818)
- Johann Rudolf Wyss, scrittore e pastore protestante svizzero (Berna, n. 1781 - Berna, † 1830)
- Adam von Bartsch, scrittore e incisore austriaco (Vienna, n. 1757 - Hietzing, † 1821)

## Scultori(16)
- Johann Wilhelm Beyer, scultore e pittore tedesco (Gotha, n. 1725 - Hietzing, † 1796)
- Johann Heinrich Dannecker, scultore tedesco (Stoccarda, n. 1758 - Stoccarda, † 1841)
- Friedrich Drake, scultore tedesco (Bad Pyrmont, n. 1805 - Berlino, † 1882)
- Johann Christian Feige, scultore e intagliatore tedesco (Zeitz, n. 1689 - Dresda, † 1751)
- Johann Michael Feuchtmayer, scultore tedesco (Haid, n. 1709 - Augusta, † 1772)
- Johann Christian Kirchner, scultore tedesco (Merseburg, n. 1691 - Dresda, † 1732)
- Johann Gottfried Knöffler, scultore tedesco (Zschölkau, n. 1715 - Dresda, † 1779)
- Johann Dominik Mahlknecht, scultore austriaco (Castelrotto, n. 1793 - Parigi, † 1876)
- Johann Baptist Moroder, scultore austriaco (Ortisei, n. 1870 - Ortisei, † 1932)
- Johann Perger, scultore austriaco (Stilves, n. 1729 - † 1774)
- Friedrich Reusch, scultore tedesco (Siegen, n. 1843 - Agrigento, † 1906)
- Johann Gottfried Schadow, scultore tedesco (Berlino, n. 1764 - Berlino, † 1850)
- Johann Nepomuk Schaller, scultore austriaco (Vienna, n. 1777 - Vienna, † 1842)
- Johann Benjamin Thomae, scultore e ebanista tedesco (Pesterwitz, n. 1682 - Dresda, † 1751)
- Johann Peter Wagner, scultore tedesco (Obertheres, n. 1730 - Würzburg, † 1809)
- Johann Baptist Walpoth, scultore italiano (Ortisei, n. 1911 - Ortisei, † 1934)

## Slittinisti(1)
- Johann Schädler, slittinista liechtensteinese (n. 1939 - † 1988)

## Sollevatori(1)
- Johann Eibel, sollevatore austriaco (Vienna, n. 1883 - † 1966)

## Statistici(1)
- Johann Georg Büsch, statistico, educatore e attivista tedesco (Altenmedingen, n. 1728 - Amburgo, † 1800)

## Storici(13)
- Johann Heinrich Acker, storico tedesco (Naumburg, n. 1647 - Gotha, † 1719)
- Johann Friedrich Böhmer, storico, diplomatista e bibliotecario tedesco (Francoforte sul Meno, n. 1795 - † 1863)
- Johann Chapoutot, storico francese (Martigues, n. 1978)
- Johann Gustav Droysen, storico e politico tedesco (Treptow an der Rega, n. 1808 - Berlino, † 1884)
- Johann Julius Gottfried Ludwig Frank, storico e giurista tedesco (Gotha, n. 1808 - San Paolo, † 1841)
- Johann Heinrich Füssli, storico, politico e editore svizzero (Zurigo, n. 1745 - Zurigo, † 1832)
- Johann Jacob Grasser, storico e archeologo svizzero (n. 1579 - † 1627)
- Johann Jakob Hottinger, storico svizzero (Zurigo, n. 1783 - Zurigo, † 1860)
- Johann Heinrich May il giovane, storico, filologo e orientalista tedesco (Durlach, n. 1688 - Gießen, † 1732)
- Johann Jakob Schmauss, storico e giurista tedesco (Landau in der Pfalz, n. 1690 - Gottinga, † 1757)
- Heinrich Wuttke, storico tedesco (Brzeg, n. 1818 - Lipsia, † 1876)
- Johann Kaspar Zeuss, storico e filologo tedesco (Kronach, n. 1806 - Kronach, † 1856)
- Johann Baptist von Weiß, storico, scrittore e docente tedesco (Ettenheim, n. 1820 - Graz, † 1899)

## Storici dell'arte(1)
- Johann Gottlob von Quandt, storico dell'arte e mecenate tedesco (Lipsia, n. 1787 - Dresda, † 1859)

## Storici delle religioni(2)
- Johann Matthias Schröckh, storico delle religioni austriaco (Vienna, n. 1733 - Wittenberg, † 1808)
- Johann Lorenz von Mosheim, storico delle religioni tedesco (Lubecca, n. 1693 - Gottinga, † 1755)

## Tenori(2)
- Johann van Beethoven, tenore tedesco (Bonn, n. 1740 - Bonn, † 1792)
- Giovanni Valesi, tenore tedesco (Hattenhofen, n. 1735 - Monaco di Baviera, † 1816)

## Teologi(50)
- Johann Friedrich Ahlfeld, teologo tedesco (Mehringen, n. 1810 - Lipsia, † 1884)
- Johann Heinrich Alsted, teologo tedesco (Ballersbach, n. 1588 - Alba Iulia, † 1638)
- Johann Baptist Alzog, teologo tedesco (Oława, n. 1808 - Friburgo in Brisgovia, † 1878)
- Johann Arndt, teologo tedesco (Edderitz, n. 1555 - Celle, † 1621)
- Johann Anton Friedrich Baudri, teologo e vescovo cattolico tedesco (Elberfeld, n. 1804 - Colonia, † 1893)
- Johann Lorenz Blessig, teologo tedesco (Strasburgo, n. 1747 - Strasburgo, † 1816)
- Johann Brenz, teologo tedesco (Weil der Stadt, n. 1499 - Stoccarda, † 1570)
- Johannes Browallius, teologo, botanico e fisico svedese (Västerås, n. 1707 - Turku, † 1755)
- Johann Franz Budde, teologo tedesco (Anklam, n. 1667 - Gotha, † 1729)
- Johann Martin Chladenius, teologo e storico tedesco (Lutherstadt Wittenberg, n. 1710 - Erlangen, † 1759)
- Johann Cloppenburg, teologo olandese (Amsterdam, n. 1592 - Franeker, † 1652)
- Johann Cochlaeus, teologo e umanista tedesco (Wendelstein, n. 1479 - Breslavia, † 1552)
- Johann Traugott Leberecht Danz, teologo tedesco (Weimar, n. 1769 - Jena, † 1851)
- Johann Christoph Döderlein, teologo tedesco (Bad Windsheim, n. 1745 - Jena, † 1792)
- Johann Augustus Eberhard, teologo e filosofo tedesco (Halberstadt, n. 1739 - Berlino, † 1809)
- Johann Eberlin von Günzburg, teologo tedesco (Kleinkötz, n. 1470 - Leutershausen, † 1533)
- Johann Heinrich van Ess, teologo e biblista tedesco (Warburg, n. 1772 - Affolterbach, † 1847)
- Johann Faccius, teologo, filosofo e filologo tedesco (Bad Salzungen, n. 1698 - Rödental, † 1775)
- Johann Fleischer, teologo tedesco (Breslavia, n. 1539 - Breslavia, † 1593)
- Johann Philipp Gabler, teologo tedesco (Francoforte, n. 1753 - Jena, † 1826)
- Johann Gramann, teologo tedesco (Neustadt an der Aisch, n. 1487 - Königsberg, † 1541)
- Johann Heinrich Heidegger, teologo svizzero (Bärentschwil, n. 1633 - Zurigo, † 1698)
- Johann Michael Heineccius, teologo tedesco (Eisenberg, n. 1674 - Halle, † 1722)
- Johann Jacob Hess, teologo svizzero (Zurigo, n. 1741 - Zurigo, † 1828)
- Johann Gottfried Hoche, teologo e storico tedesco (Friedrichsthal, n. 1762 - Gröningen, † 1836)
- Johann Heinrich Hottinger, teologo svizzero (Zurigo, n. 1620 - † 1667)
- Johann Jakob Kneucker, teologo tedesco (Werbach, n. 1840 - † 1909)
- Johann Baptist Lüft, teologo tedesco (Magonza, n. 1801 - Darmstadt, † 1870)
- Johann Maier, teologo e biblista austriaco (Arriach, n. 1933 - Mittenwald, † 2019)
- Johann Baptist Metz, teologo tedesco (Velluck, n. 1928 - Munster, † 2019)
- Johann Matthäus Meyfart, teologo e educatore tedesco (Jena, n. 1590 - Erfurt, † 1642)
- Johann David Michaelis, teologo e orientalista tedesco (Halle, n. 1717 - Gottinga, † 1791)
- Johann Adam Möhler, teologo tedesco (Igersheim, n. 1796 - Monaco di Baviera, † 1838)
- Ludwig Müller, teologo e pastore protestante tedesco (Gütersloh, n. 1883 - Berlino, † 1945)
- Johann Karl Christoph Nachtigal, teologo tedesco (Halberstadt, n. 1753 - Halberstadt, † 1819)
- Johann August Nösselt, teologo tedesco (Halle, n. 1734 - Halle, † 1807)
- Johann Christoph Pfaff, teologo tedesco (Pfullingen, n. 1651 - Tubinga, † 1720)
- Johann Pfeffinger, teologo tedesco (Wasserburg am Inn, n. 1493 - Lipsia, † 1573)
- Johann Jakob Quandt, teologo e bibliotecario tedesco (Königsberg, n. 1686 - Königsberg, † 1772)
- Johann Georg Rosenmüller, teologo tedesco (Ummerstadt, n. 1736 - Lipsia, † 1815)
- Johann Michael Sailer, teologo e vescovo cattolico tedesco (Aresing, n. 1751 - Ratisbona, † 1832)
- Johann Salmuth, teologo e predicatore tedesco (Lipsia, n. 1552 - Amberg, † 1622)
- Johann Joachim Spalding, teologo tedesco (Tribsees, n. 1714 - Berlino, † 1804)
- Johann Christian Friedrich Steudel, teologo tedesco (Esslingen am Neckar, n. 1779 - Tubinga, † 1857)
- Johann Trinius, teologo e filosofo tedesco (Altenroda, n. 1722 - Eisleben, † 1784)
- Johann Michael Vansleb, teologo e linguista tedesco (Erfurt, n. 1635 - † 1679)
- Johann Georg Walch, teologo tedesco (Meiningen, n. 1693 - Jena, † 1775)
- Johann Thomas Ludwig Wehrs, teologo tedesco (Gottinga, n. 1751 - Isernhagen, † 1811)
- Johann Sebastian von Drey, teologo tedesco (Ellwangen, n. 1777 - Tubinga, † 1853)
- Johann Hermann von Elswich, teologo tedesco (Rendsburg, n. 1684 - Stade, † 1721)

## Tipografi(1)
- Johann Gottlob Immanuel Breitkopf, tipografo e editore musicale tedesco (Lipsia, n. 1719 - Lipsia, † 1794)

## Tiratori di fune(1)
- Wilhelm Ritzenhoff, tiratore di fune, velocista e lunghista tedesco (Borbeck, n. 1878 - Duisburg, † 1954)

## Trombettisti(1)
- Johann Andreas Schachtner, trombettista, violinista e librettista tedesco (Dingolfing, n. 1731 - Salisburgo, † 1795)

## Umanisti(2)
- Johann Glandorp, umanista, teologo e educatore tedesco (Münster, n. 1501 - Herford, † 1564)
- Johann Albrecht Widmannstetter, umanista, teologo e filologo tedesco (Nellingen, n. 1506 - Ratisbona, † 1557)

## Vescovi cattolici(19)
- Johann Karl Theodor von Brabeck, vescovo cattolico e abate tedesco (Hamm, n. 1738 - Höxter, † 1794)
- Johann Ludwig von Elderen, vescovo cattolico tedesco (n. 1620 - † 1694)
- Johann Karl von Frankenstein, vescovo cattolico tedesco (Castello di Frankenstein, n. 1610 - Worms, † 1691)
- Johann Philipp Anton von und zu Frankenstein, vescovo cattolico tedesco (Forchheim, n. 1695 - Bamberga, † 1753)
- Johann Philipp von Greiffenclau zu Vollraths, vescovo cattolico tedesco (Amorbach, n. 1652 - Würzburg, † 1719)
- Johann Gottfried von Guttenberg, vescovo cattolico tedesco (Castello di Marloffstein, n. 1645 - Würzburg, † 1698)
- Johann Fabri, vescovo cattolico tedesco (Leutkirch im Allgäu, n. 1478 - Baden, † 1541)
- Johann Nikolaus von Hontheim, vescovo cattolico, storico e teologo tedesco (Treviri, n. 1701 - Montquintin, † 1790)
- Johann Franz Eckher von Kapfing und Liechteneck, vescovo cattolico tedesco (Castello di Train presso Abensberg, n. 1649 - Frisinga, † 1727)
- Johann Christoph von Liechtenstein-Kastelkorn, vescovo cattolico austriaco (Laives, n. 1591 - Chiemsee, † 1643)
- Johann Peter Mirer, vescovo cattolico svizzero (n. 1778 - † 1862)
- Johann Caspar Neubeck, vescovo cattolico austriaco (Friburgo in Brisgovia, n. 1545 - Vienna, † 1594)
- Johann Hartmann von Rosenbach, vescovo cattolico tedesco (Florstadt, n. 1609 - Würzburg, † 1675)
- Johann Rüth, vescovo cattolico tedesco (Horhausen, n. 1899 - Mechernich, † 1978)
- Johann Philipp Franz von Schönborn, vescovo cattolico tedesco (Würzburg, n. 1673 - Bad Mergentheim, † 1724)
- Johann Baptist von Thurn und Taxis, vescovo cattolico tedesco (Costanza, n. 1706 - † 1762)
- Johann Friedrich von Waldenstein-Wartenberg, vescovo cattolico austriaco (Vienna, n. 1756 - Vienna, † 1812)
- Johann Weber, vescovo cattolico austriaco (Graz, n. 1927 - Graz, † 2020)
- Johann Baptist von Anzer, vescovo cattolico e missionario tedesco (Weinried, n. 1851 - Roma, † 1903)

## Vescovi ortodossi(1)
- Johann von Gardner, vescovo ortodosso, musicologo e critico musicale russo (Sebastopoli, n. 1898 - Monaco di Baviera, † 1984)

## Vescovi vetero-cattolici(1)
- Johann Josef Demmel, vescovo vetero-cattolico tedesco (Ratisbona, n. 1890 - † 1971)

## Viaggiatori(1)
- Johann Hermann von Riedesel, viaggiatore tedesco (n. 1740 - † 1785)

## Violinisti(7)
- Johann Friedrich Fasch, violinista e compositore tedesco (Buttelstedt, n. 1688 - Zerbst, † 1758)
- Johann Philipp Kirnberger, violinista, clavicembalista e compositore tedesco (Saalfeld/Saale, n. 1721 - Berlino, † 1783)
- Johann Georg Pisendel, violinista e compositore tedesco (Cadolzburg, n. 1687 - Dresda, † 1755)
- Johann Peter Salomon, violinista e compositore tedesco (Bonn, n. 1745 - Londra, † 1815)
- Johann Vierdanck, violinista e compositore tedesco (Dresda, n. 1605 - Stralsund, † 1649)
- Johann Jakob Walther, violinista e compositore tedesco (Witterda, n. 1650 - Magonza, † 1717)
- Johann Wilde, violinista tedesco

## Violoncellisti(3)
- Julius Goltermann, violoncellista e docente tedesco (Amburgo, n. 1825 - Stoccarda, † 1876)
- Johann Sebastian Paetsch, violoncellista e musicista statunitense (Colorado Springs, n. 1964)
- Johann Sebald Triemer, violoncellista e compositore tedesco (Weimar - Amsterdam, † 1762)

## Zoologi(5)
- Johann Heinrich Blasius, zoologo tedesco (Nümbrecht, n. 1809 - Braunschweig, † 1870)
- Johann Jakob Heckel, zoologo austriaco (Mannheim, n. 1790 - Vienna, † 1857)
- Johann David Schoepff, zoologo, botanico e esploratore tedesco (Bayreuth, n. 1752 - Ansbach, † 1800)
- Johann Baptist Ritter von Spix, zoologo, biologo e esploratore tedesco (Höchstadt a.d.Aisch, n. 1781 - Monaco di Baviera, † 1826)
- Johann Georg Wagler, zoologo tedesco (Norimberga, n. 1800 - Monaco di Baviera, † 1832)

## Senza attività specificata(11)
- Johann Christoph Denner,  tedesco (Lipsia, n. 1655 - Norimberga, † 1707)
- Heinrich Grenser,  tedesco (Dresda, n. 1764 - Dresda, † 1813)
- Johann Wolthus von Herse († 1473)
- Johann von Ohle
- Johann Riederer, ex tiratore a segno tedesco (Unterföhring, n. 1957)
- Johann zu Solms, conte tedesco (Lich, n. 1464 - Alessandria d'Egitto, † 1483)
- Johann Georg Widmann, ex politico italiano (Bressanone, n. 1948)
- Johann Freitag von Loringhoven (n. 1430 - † 1494)
- Johann von Mengede (n. 1400 - † 1469)
- Johann von Posilge († 1405)
- Johann von der Recke (n. 1480 - † 1551)